# Romain Grosjean
Pour les articles homonymes, voir Grosjean.
Romain Grosjean, né le 17 avril 1986 à Genève, est un pilote automobile helvético-français. Avec 179 Grands Prix de Formule 1 disputés entre 2009 et 2020, il compte dix podiums, acquis entre 2012 et 2015 pour Lotus F1 Team.
Après plusieurs années en formules de promotion, en août 2009, à l'occasion du Grand Prix d'Europe à Valence, il fait ses débuts en Formule 1 avec l'équipe Renault F1 Team avant d’être remplacé par Vitaly Petrov en 2010. L'année suivante, il devient champion en GP2 Series avec DAMS. Considéré comme un grand espoir français de la course automobile avec 49 victoires dans diverses formules de promotion, sa première saison complète en Formule 1 en 2012, avec l'équipe Lotus F1 Team, lui permet de monter à trois reprises sur le podium et de mener un Grand Prix malgré un manque de régularité et de multiples incidents de courses, dont un accident pour lequel il écope, de la part des commissaires de course, une suspension d'une course. L'année suivante, il réalise sa meilleure saison dans la discipline en montant à six reprises sur le podium. L'année 2014 se révèle désastreuse à cause d'une voiture beaucoup plus lente. En 2015, l'écurie se redresse et lui permet notamment d'entrer dans les points régulièrement et de monter sur le dixième podium de sa carrière.
Après quatre saisons dans l'équipe britannique, Romain Grosjean rejoint Haas F1 Team en 2016 et marque les premiers points de cette écurie novice américaine dès le Grand Prix d'ouverture à Melbourne, en se classant sixième à l'arrivée. Sa nouvelle équipe lui permet de se battre en milieu de tableau, et d'entrer à plusieurs reprises dans les points. Son contrat n'étant pas renouvelé, il dispute sa dernière année avec Haas en 2020. Sa carrière en Formule 1 s'achève après 179 départs, à la suite d'un effroyable accident au premier tour du Grand Prix de Bahreïn, il s'en sort avec des brûlures aux mains qui le contraignent à déclarer forfait pour les deux dernières courses de la saison.
En 2021, il participe au championnat Indycar au sein de l'écurie Dale Coyne Racing au volant d'une Dallara-Honda ; il obtient sa première pole position et son premier podium dès sa troisième course, au Grand Prix d'Indianapolis.
Le 24 septembre 2021, il s'engage avec l'équipe Andretti Autosport pour 2022, saison au cours de laquelle il participe à l'intégralité des courses.

## Biographie

### Famille
Il est le fils de Christian Grosjean, avocat suisse à Genève et de Marie-Hélène Brandt, peintre française, et l'arrière-petit-fils d'Edgar Brandt, ferronnier d'art et fondateur de Brandt. Il est également le petit-fils du skieur Fernand Grosjean, vice-champion du monde de slalom géant en 1950 à Aspen.
Il épouse la présentatrice et journaliste de télévision Marion Jollès le 27 juin 2012 à Chamonix. Le couple a deux garçons, Sacha, né le 29 juillet 2013, Simon, né le 16 mai 2015, et une fille, Camille, née le 31 décembre 2017.

### Karting et débuts en monoplace
Après avoir fait ses classes en karting dans les différents championnats français, Romain Grosjean vient au sport automobile en 2003 par le biais du championnat de Suisse de Formule Renault 1600 qu'il remporte dès sa première saison.
En 2004, Romain Grosjean, débute en Formule Renault 2.0 au sein de l'écurie française SG Formula que vient de créer Stéphane Guérin, rejoint le Championnat de France de Formule Renault ; il pilote sous licence suisse, associé aux expérimentés Yann Clairay et Guillaume Moreau. Grosjean et ses coéquipiers participent également à quelques manches de la Coupe d'Europe. La saison commence à Monza dans le cadre de l'Eurocup où Grosjean, septième de la première course est le meilleur débutant ; il abandonne lors de la course 2. Début avril, il entame sa saison dans le championnat français à Nogaro lors des Coupes de Pâques ; dix-septième de la première course remportée par Moreau, il monte sur le podium de la seconde course remportée par Clairay,.
Une semaine plus tard, il est dixième puis treizième des manches du meeting Eurocup de Valencia. À Magny-Cours, en Eurocup, il est sixième puis vingt-quatrième. En championnat de France, mi-mai, sur le circuit du Val de Vienne, il heurte un rail de sécurité lors de la première course et abandonne ; en seconde manche, il termine sixième après un duel perdu face à Jérôme d'Ambrosio,. Le championnat de France se dispute ensuite en lever de rideau du Grand Prix de Pau de Formule 3. Moreau, en pole position, se fait dépasser par Patrick Pilet au départ. Grosjean met la pression sur son coéquipier qui tente de rattraper Pilet ; Grosjean part tête-a-queue en voulant suivre son coéquipier puis la course est écourtée après un accident impliquant lui et Moreau. Lors de la deuxième course, il tape le mur en tentant de doubler Moreau.
Romain Grosjean remporte sa première victoire en Formule Renault 2.0 lors de la première course de Dijon-Prenois en résistant aux attaques de Moreau. Lors de la seconde course, sous une pluie torrentielle, Grosjean, qui mène devant Simon Pagenaud et Patrick Pilet, part en tête-à-queue au troisième tour et abandonne. Le Graff Racing, l'écurie rivale de SG Formula, réalise un triplé lors de cette manche.
En lever de rideau des 24 Heures de Spa, il termine vingt-cinquième de la course Eurocup du meeting de Spa-Francorchamps. En septembre, il participe au Grand Prix d'Albi ; en course 1, il fait partie des échappés derrière Pilet et Clairay : l'abandon de Pilet sur crevaison permet à SG Formula de réaliser un doublé. Lors de la seconde manche, Patrick Pilet conserve la tête et Grosjean termine troisième. Romain effectue ensuite une dernière pige en Eurocup à Oschersleben : cinquième de la première course derrière Clairay, il abandonne lors de la seconde manche. Il termine quatorzième au terme de la saison bien que n'ayant pas participé à toutes les manches. Le plateau de la Super Série FFSA, qui inclut la FR2.0 française, se rend sur le Circuit Bugatti du Mans. En course 1, il finit sixième, loin du groupe de tête. En seconde manche, alors que ses coéquipiers luttent pour le titre, il abandonne au premier tour après un accrochage avec Pierre-Alain Bournot. La finale du championnat a lieu à Magny-Cours, circuit sur lequel Grosjean a déjà tourné en Eurocup plus tôt dans la saison. Au départ de la course 1, Pilet cale : Grosjean et Emmanuel Piget le percutent et Grosjean abandonne. Le titre pilotes se joue lors de la dernière course de la saison ; Pilet est champion de France et Grosjean, cinquième de la course, est septième du championnat.
L'année suivante, il remporte le titre en championnat de France Formule Renault 2.0 avec l'écurie SG Formula de Stéphane Guérin et, en 2006, accède au relevé championnat de Formule 3 Euro Series et est treizième du classement général pour sa première saison dans la discipline avec l'écurie Signature. Il rejoint, en 2007, l'écurie ASM Formule 3, victorieuse lors des trois saisons précédentes et remporte le titre à l'issue d'un long duel avec Sébastien Buemi.

### 2008: débuts en GP2 Series

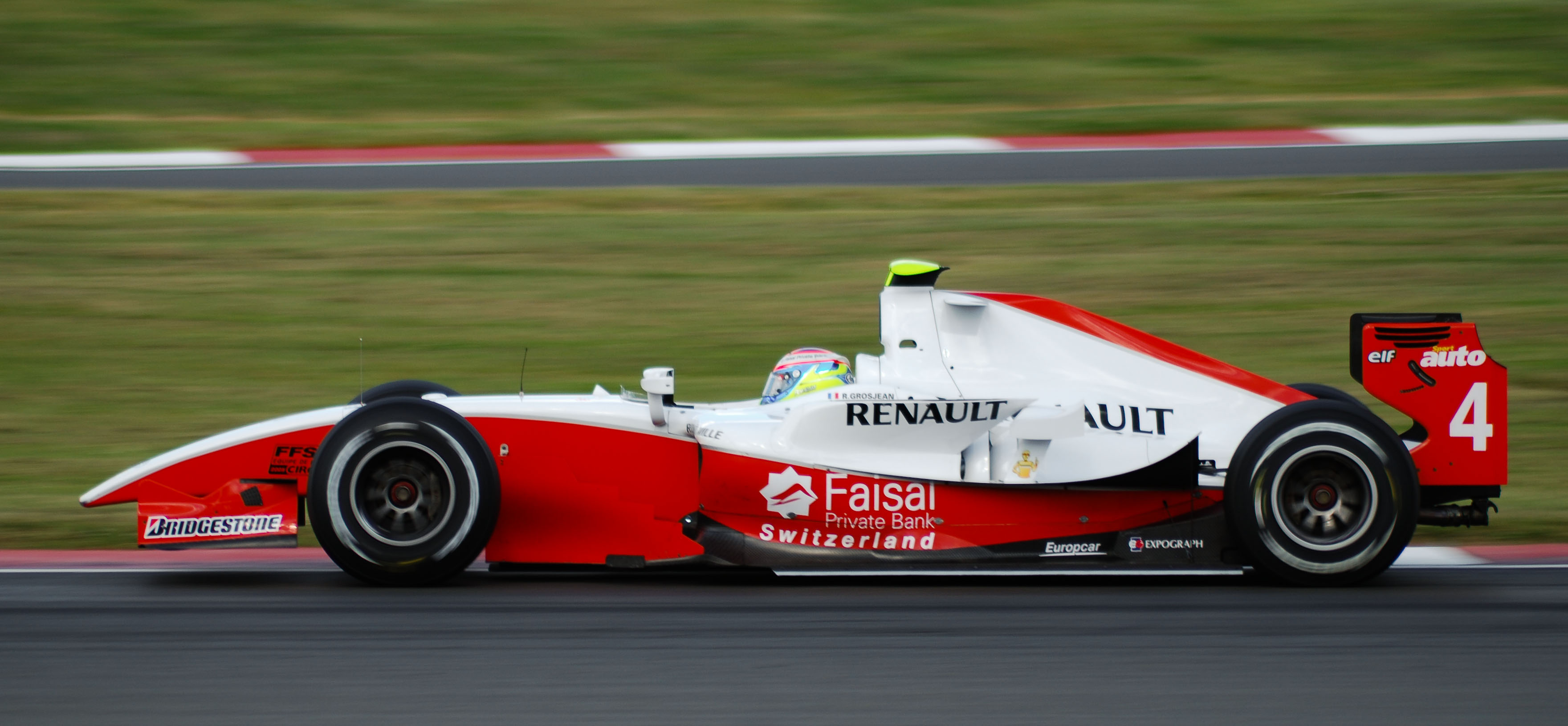
Grosjean pilote pour ART Grand Prix en 2008.

En 2008, il dispute le championnat de GP2 Series au sein de l'écurie ART Grand Prix (émanation de ASM F3) de Fred Vasseur et Nicolas Todt. Pour parfaire sa connaissance de la discipline et de sa nouvelle équipe, Grosjean participe durant l'hiver 2008 au nouveau championnat GP2 Asia Series dont il remporte à Dubai les deux premières manches (fait unique pour un débutant dans cette catégorie) après s'être élancé de la pole position dans la première course puis de la huitième place, selon le principe de la grille inversée, dans la deuxième course. Il remporte le titre de champion du GP2 Asia deux courses avant la fin avec un total de quatre victoires et cinq pole positions sur six possibles.
Pendant la saison européenne du GP2 Series, Romain Grosjean monte à plusieurs reprises sur le podium et remporte deux victoires, mais a également quelques déceptions, perdant plusieurs bons résultats par problèmes techniques comme à Magny-cours devant son public, moteur cassé à sept tours de la fin alors qu'il menait la course. Il se classe quatrième du championnat avec 62 points.
Romain Grosjean est également intégré à la filière Renault Driver Development ce qui lui vaut de devenir en 2008 le deuxième pilote essayeur du Renault F1 Team. Après un premier essai à Silverstone en juin 2008 au volant d'une Renault R27 dans le cadre d'une démonstration lors des World Series by Renault, il est convié quelques jours plus tard à Barcelone à sa première véritable séance d'essais sur une Renault R28.

### 2009: GP2 Series et débuts en Formule 1 chez Renault F1 Team

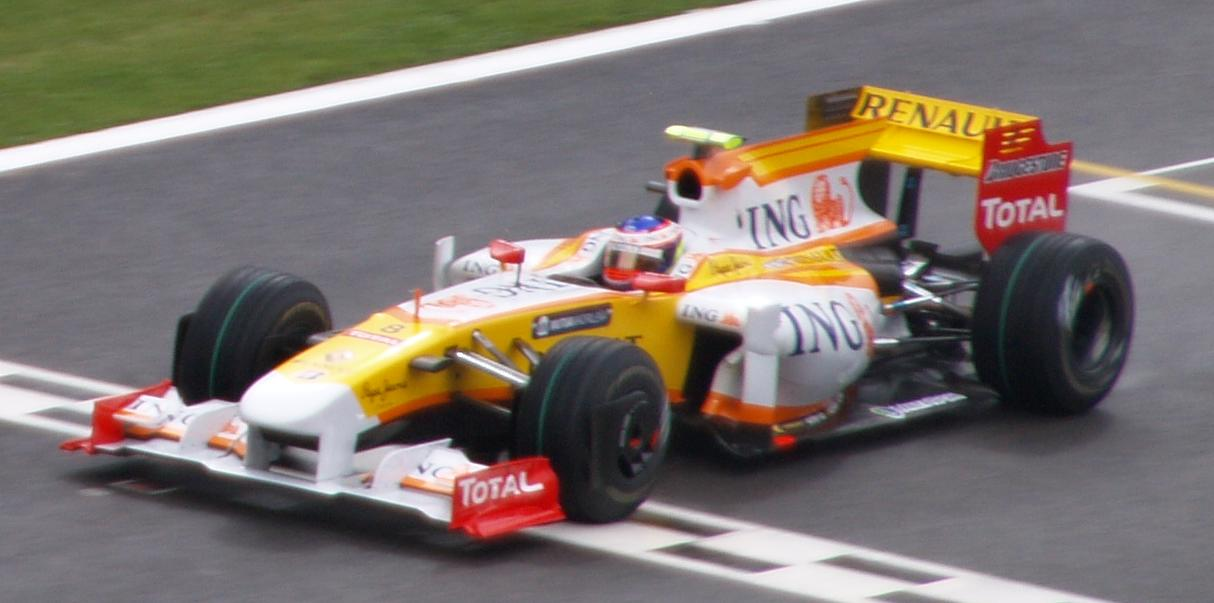
Romain Grosjean au Grand Prix de Belgique 2009.

En 2009, Romain Grosjean est promu troisième pilote du Renault F1 Team et participe parallèlement au championnat GP2 Series avec le Team Barwa Addax (ex-Campos Racing). Pour sa deuxième saison en GP2, il réalise un hat-trick lors de la course longue de Barcelone et gagne à Monaco pour s'installer en tête du championnat. Lors des courses suivantes, il est impliqué dans quelques accidents et malgré de nouvelles pole positions et plusieurs places d'honneur, il cède la tête du championnat à Nico Hülkenberg. Après la Hongrie, il est à 15 points de l'Allemand alors qu'il reste huit courses encore à disputer.
Sa saison en GP2 s'arrête pourtant lorsque, en août 2009, l'écurie Renault F1 Team annonce qu'il remplace dorénavant Nelson Angelo Piquet en Formule 1. Il devient le coéquipier de Fernando Alonso, mais sa demi-saison est difficile : il rejoint une écurie en pleine crise après l'affaire du Singaporegate et sans avoir effectué la moindre séance d'essai avant de débuter, il ne marque aucun point et se retrouve sans volant en Formule 1 à l'issue de la saison.

### 2010-2011: saison multidisciplinaire puis succès en GP2 Series et Trophée Andros

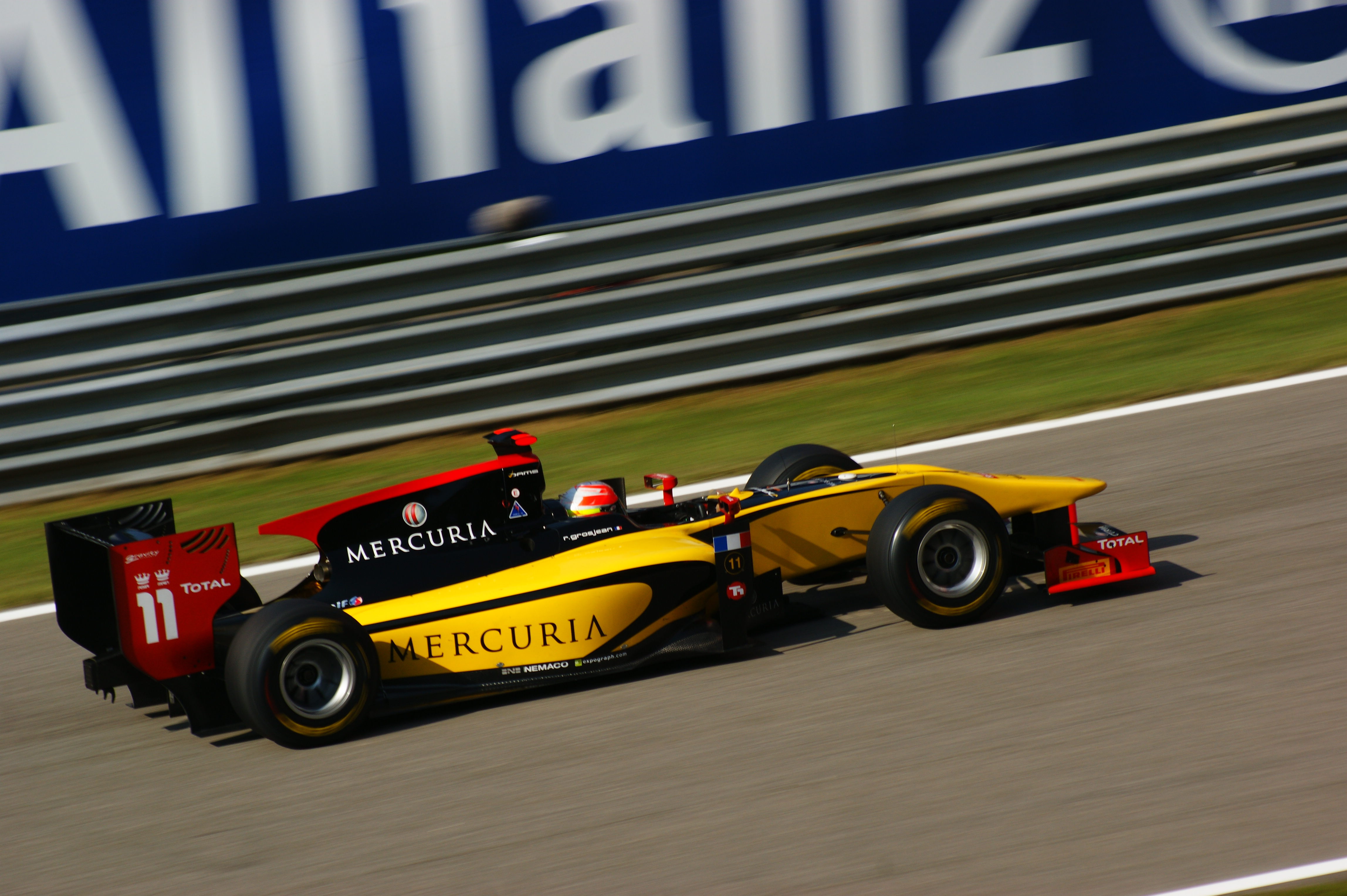
En 2011, Grosjean remporte les GP2 Asia Series et les GP2 Series.

En 2010, Grosjean doit se contenter en début de saison d'un volant en Championnat du monde FIA GT1 avec l'écurie suisse Matech Competition (Ford) puis il dispute les quatre derniers meetings en Auto GP qu'il domine en remportant quatre courses. Il est champion Auto GP avec DAMS. Il est également appelé en GP2 Series pour remplacer Ho-Pin Tung, blessé. En septembre, le manufacturier Pirelli le recrute en remplacement de Nick Heidfeld pour tester ses nouveaux pneumatiques. Il participe aussi en fin d'année à des tests pour le compte de Audi en DTM.
En 2011, il devient, comme Bruno Senna, pilote d'essai chez Renault F1 Team et est sacré champion en GP2 Asia Series et GP2 Series avec DAMS. Romain Grosjean participe aux séances d'essais du vendredi matin avec Renault F1 Team lors des deux derniers Grands Prix de la saison,.
En parallèle avec ses séances d'essais pour Pirelli, il participe en 2011 à quelques manches du Trophée Andros et gagne à Isola 2000 ; il participe à nouveau au Trophée Andros en 2015 et en 2017, pour lequel il remporte une manche à l'Alpe d'Huez au volant d'une Renault Clio.

### 2012: retour en Formule 1 chez Lotus F1 Team

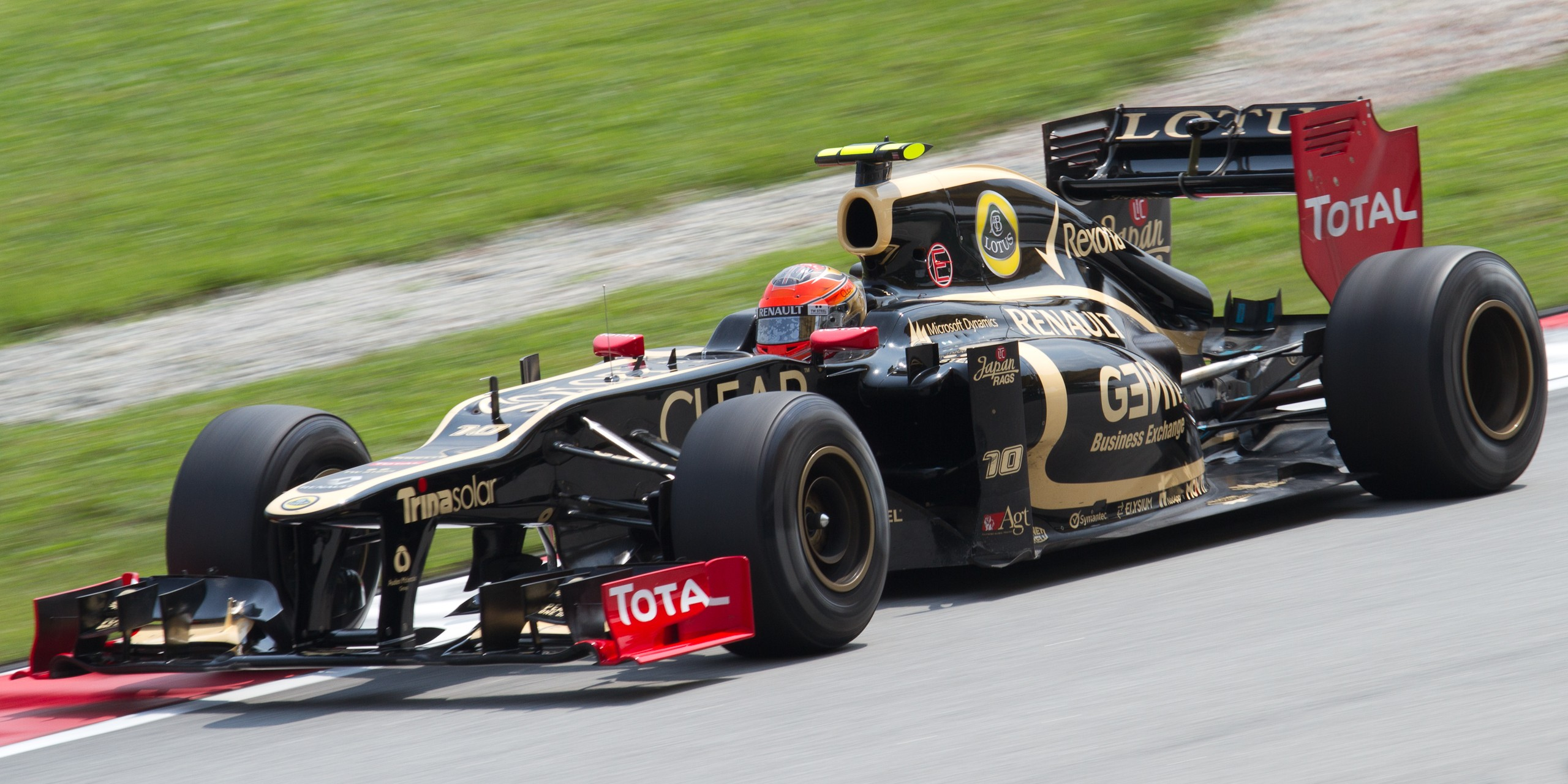
Romain Grosjean au Grand Prix de Malaisie 2012.

Le 9 décembre 2011, Romain Grosjean est nommé pilote titulaire au sein de l'équipe Lotus F1 Team pour la saison 2012 et devient le coéquipier de l'ancien champion du monde Kimi Räikkönen.
À Melbourne, lors du Grand Prix inaugural, il se qualifie en troisième position, mais abandonne dès le second tour après un accrochage avec Pastor Maldonado. Une semaine plus tard en Malaisie, il s'élance sixième, mais s'accroche avec Michael Schumacher dès le premier tour puis part à la faute et abandonne au quatrième tour. En Chine, Grosjean se qualifie dixième et termine sixième, marquant ainsi les premiers points de sa carrière en Formule 1. À Bahreïn, septième sur la grille, il prend un bon départ et se hisse à la quatrième place dès le premier virage. Après avoir mené un tour en tête à l'issue des changements de pneus, il termine troisième derrière Sebastian Vettel et son coéquipier Kimi Räikkönen, signant le premier triplé du moteur Renault depuis le Grand Prix de Monaco 2010 ; il réalise le premier podium de sa carrière en Formule 1, le premier podium d'un pilote français en Formule 1 depuis Jean Alesi au Grand Prix de Belgique 1998.

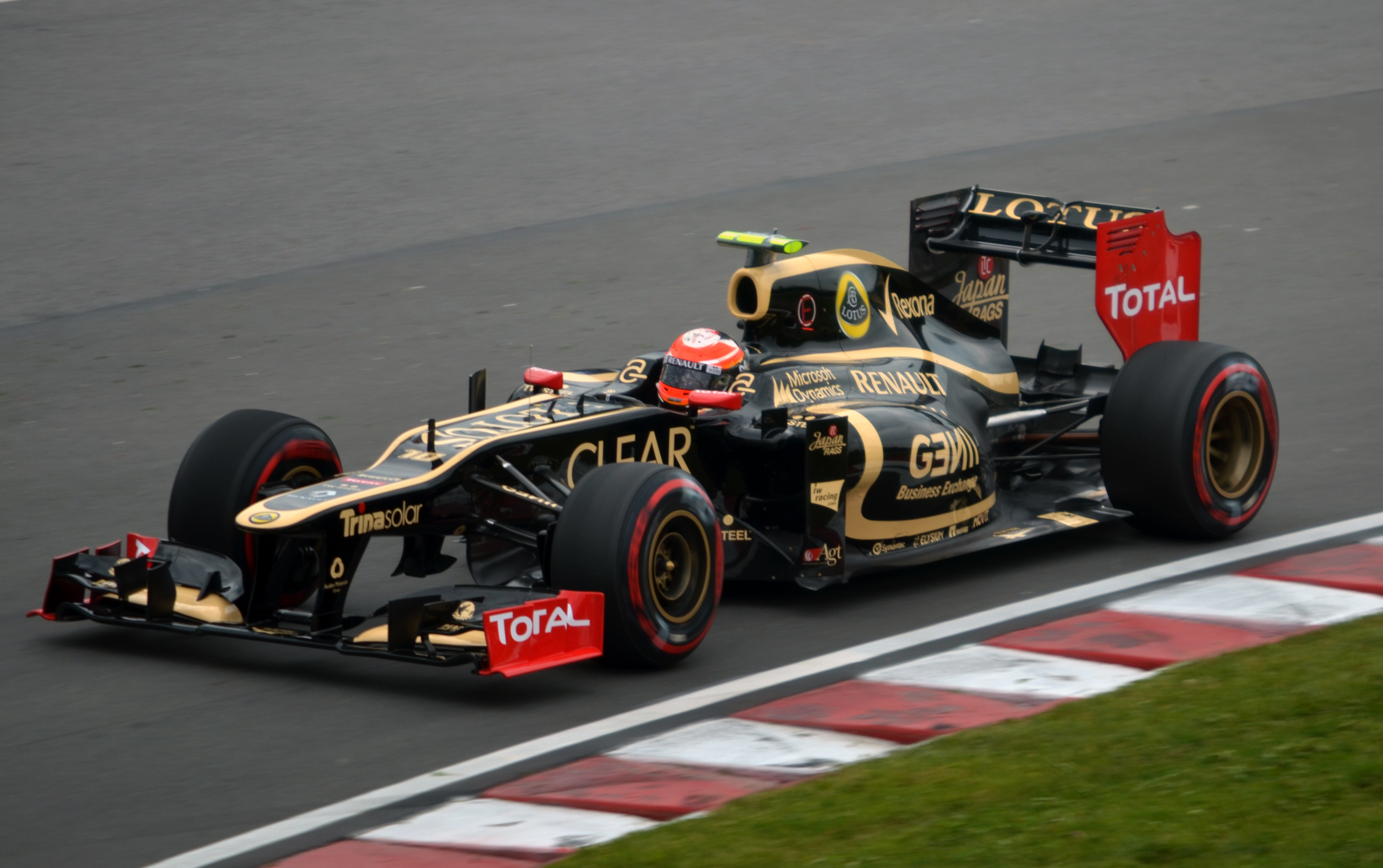
Romain Grosjean au Grand Prix du Canada 2012.

En Espagne, pour le retour en Europe, Romain Grosjean obtient le quatrième temps des qualifications mais, à la suite du déclassement de Lewis Hamilton, part troisième. Le lendemain, il fait une course solide malgré un début difficile à cause d'une casse d'un élément de son aileron avant après un contact en dépassant Bruno Senna ; il réalise son unique meilleur tour en course en Formule 1 et se classe quatrième. À Monaco, qualifié en quatrième position, il est victime, au départ, d'un ennui d'embrayage et est dépassé par plusieurs concurrents. Il touche Fernando Alonso, se décale vers la gauche de la piste, percute Michael Schumacher et brise sa suspension arrière gauche, ce qui le force à abandonner.

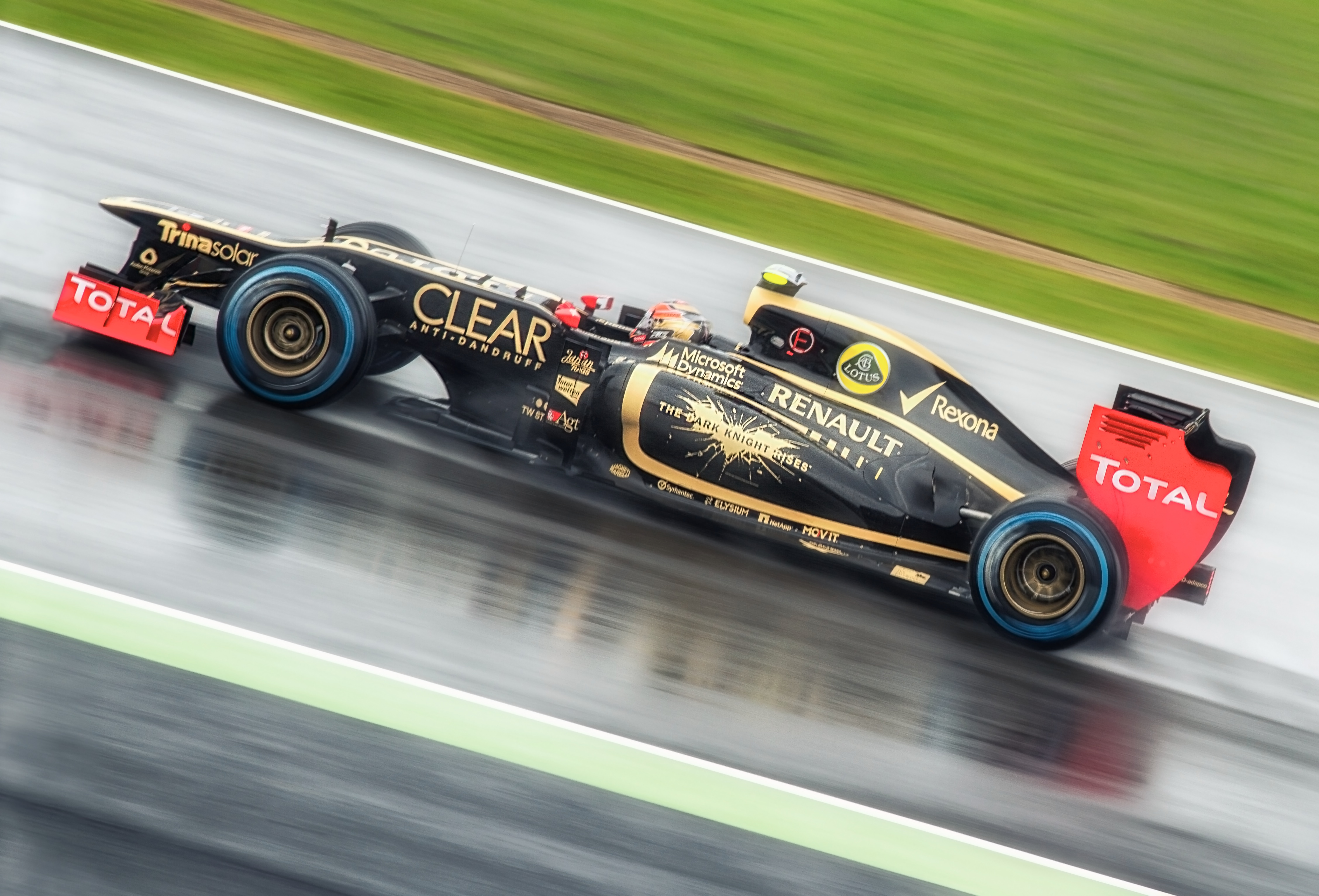
Grosjean lors du Grand Prix de Grande-Bretagne 2012.

Septième sur la grille du Grand Prix du Canada, il perd une place après quelques virages mais, grâce à une stratégie à un seul arrêt et une bonne gestion de ses pneumatiques, revient progressivement sur Fernando Alonso et Sebastian Vettel pour finir deuxième derrière Lewis Hamilton : il réalise ainsi son meilleur résultat en Formule 1. Lors du Grand Prix de Valence, alors qu'il était quatrième sur la grille de départ, Grosjean pointe rapidement en seconde position après avoir doublé Pastor Maldonado au départ et Lewis Hamilton peu de temps avant son changement de pneus. Toutefois, il abandonne à cause d'un problème d'alternateur au quarante-et-unième tour alors qu'il était deuxième derrière Fernando Alonso. Neuvième sur la grille de départ du Grand Prix de Grande-Bretagne, il s'accroche avec Paul di Resta au premier tour, ce qui l'oblige à s'arrêter pour faire réparer son aileron avant. Dernier dès le second tour, il remonte jusqu'à la sixième place à l'issue de la course. En Allemagne, sur le circuit d'Hockenheim, il est pénalisé de cinq places sur la grille de départ en raison d'un changement de boîte de vitesses. Au premier tour, il subit un accrochage et doit faire changer son aileron avant et ses pneus à cause d'une crevaison ; il termine la course dix-huitième. Lors du Grand Prix de Hongrie, il réalise la meilleure qualification de sa carrière en Formule 1 en s'élançant deuxième et termine la course troisième.

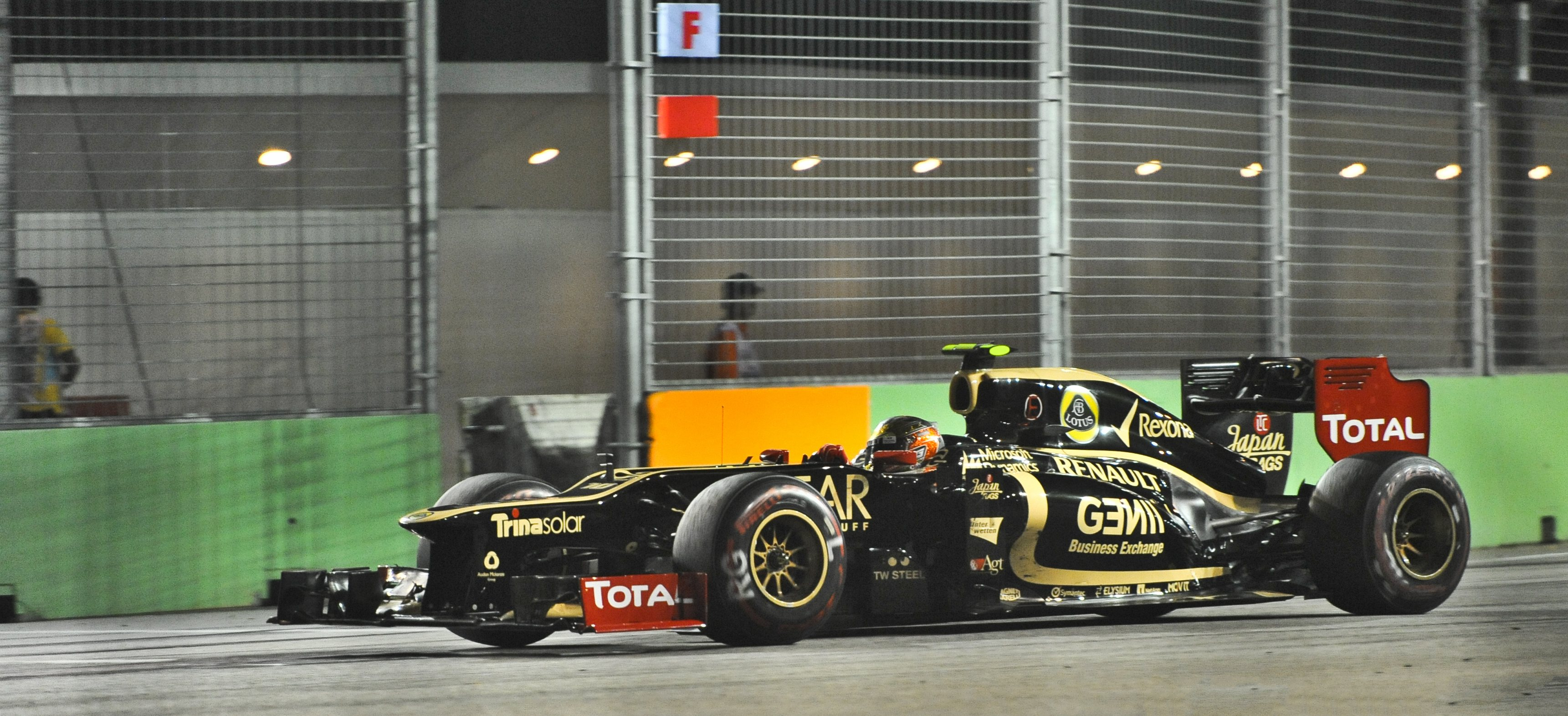
Romain Grosjean au Grand Prix de Singapour 2012.

Après la pause estivale, Romain Grosjean se qualifie huitième pour le Grand Prix de Belgique. Au départ, il provoque un carambolage dont les victimes sont Lewis Hamilton, Fernando Alonso, Kamui Kobayashi et Sergio Pérez ; il est sanctionné par les commissaires de course qui lui infligent une amende de 50 000 euros et le suspendent pour le Grand Prix d'Italie où il est remplacé par le Belge Jérôme d'Ambrosio. À Singapour, il s'élance de la huitième position sur la grille et termine septième. Au Japon, quatrième sur la grille de départ à la suite de la pénalité de Jenson Button, il percute Mark Webber et est pénalisé d'un stop-and-go de dix secondes. En fin de course, hors des points, il abandonne pour pouvoir changer de boîte de vitesses sans avoir de pénalité pour le prochain Grand Prix. En Corée du Sud, il se qualifie septième et après une course prudente, termine à la même place. En Inde, onzième des qualifications, il finit la course à la neuvième place. Lors du Grand Prix d'Abou Dabi, il est une victime collatérale de la bataille entre Sergio Pérez et Paul di Resta : touché par Pérez qui revient sur la piste, il est harponné par Mark Webber et abandonne au trente-septième tour alors qu'il était cinquième. Au Grand Prix des États-Unis, qualifié en quatrième position, Grosjean part neuvième après une pénalité pour changement de boîte de vitesses. En course, malgré un tête-à-queue en début d'épreuve, il finit septième. Au Grand Prix du Brésil, il fait une sortie de piste et doit abandonner. Au lendemain de sa victoire à la Race of Champions, Lotus annonce officiellement la prolongation de son contrat pour 2013. Il termine huitième du championnat avec 96 points, 111 points derrière son coéquipier qui termine troisième pour son retour en F1.

### 2013: deuxième saison avec Lotus

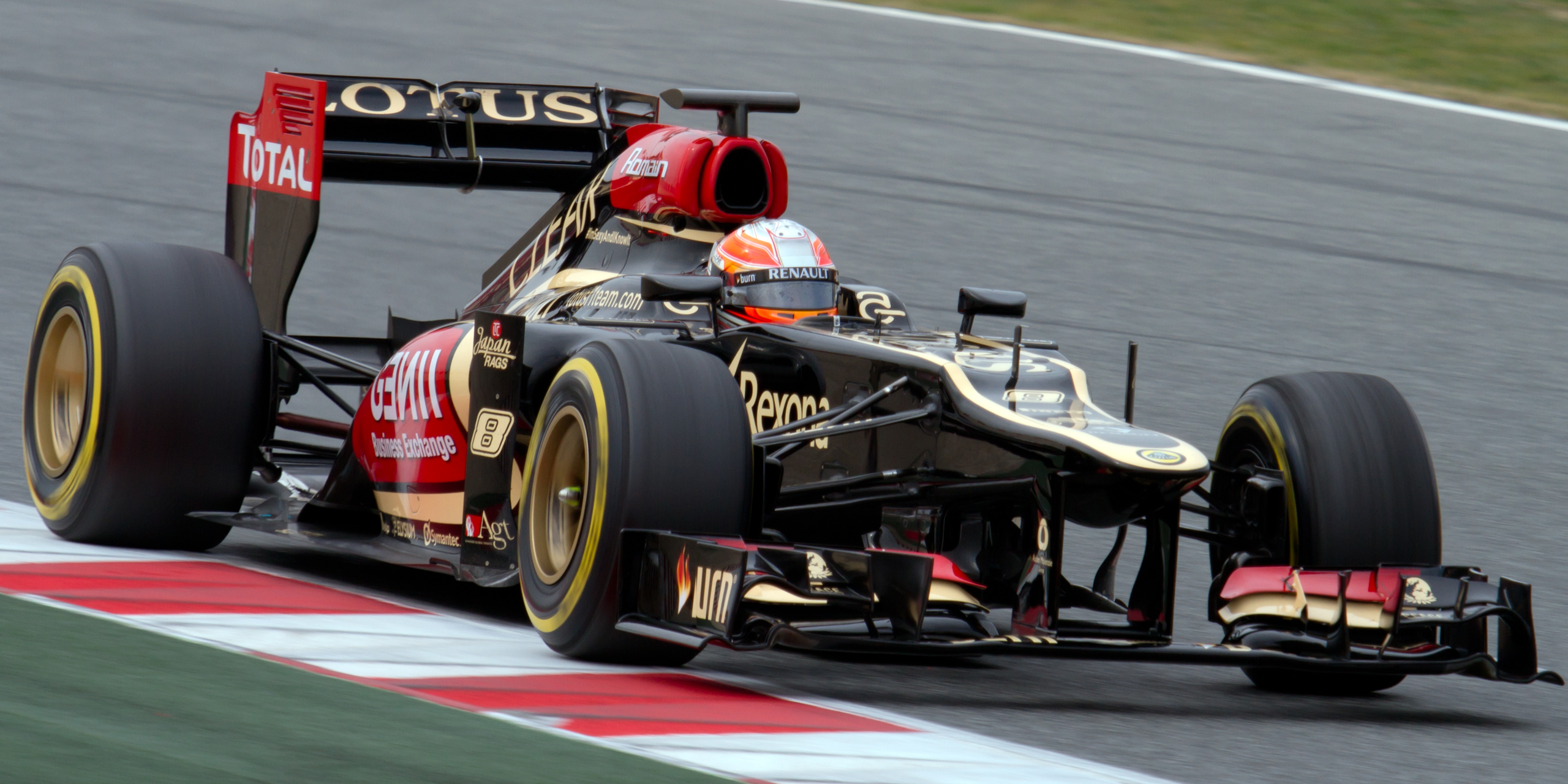
Grosjean durant les tests à Barcelone.

À Melbourne, lors du Grand Prix inaugural, Romain Grosjean termine dixième quand son équipier remporte la course. La semaine suivante, au Grand Prix de Malaisie, après avoir réalisé une qualification décevante à cause de la pluie, il s'élance onzième, mais finit la course sixième. Lors du Grand Prix de Bahreïn, il s'élance en onzième position et termine sur la troisième marche du podium. À Monaco, il harponne Daniel Ricciardo, provoquant un double abandon et est pénalisé d'un recul de dix places sur la grille de départ du Grand Prix suivant qu'il termine treizième.

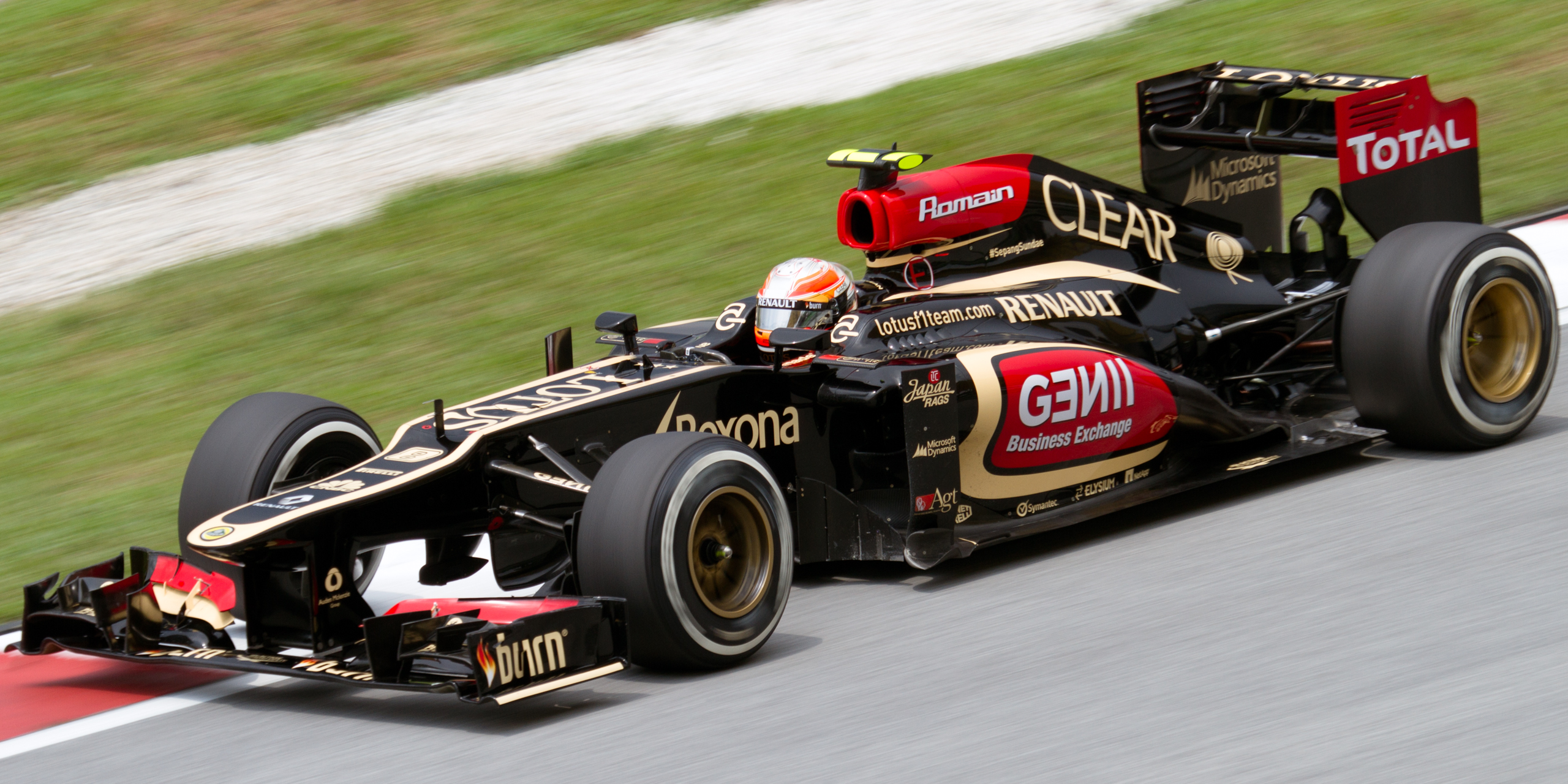
Grosjean au Grand Prix de Malaisie 2013.

Au Grand Prix d'Allemagne, cinquième des qualifications, il lutte un temps pour la victoire et se classe troisième, juste devant Fernando Alonso, respectant ainsi une consigne d'équipe lui demandant de s'effacer derrière son coéquipier. En Hongrie, en lutte pour la victoire en début d'épreuve, il termine sixième après avoir été sanctionné d'un drive-through pour avoir dépassé Felipe Massa hors-piste et reçu une pénalité de vingt secondes pour avoir accroché Jenson Button. Le lendemain, il devient père d'un garçon prénommé Sacha. Lors du Grand Prix de Belgique, septième sur la grille, il finit huitième. En Italie, treizième sur la grille, il termine dans les points grâce à une nouvelle huitième place. Malgré une troisième position sur la grille de départ, il abandonne au trente-neuvième tour du Grand Prix de Singapour à cause d'un problème mécanique alors qu'il occupait la sixième place. En Corée du Sud, Romain Grosjean se classe troisième de la course après s'être élancé de la même position au départ. La semaine suivante, lors du Grand Prix du Japon, quatrième sur la grille, il vire en tête au premier virage et mène la course pendant une vingtaine de tours ; il se classe troisième derrière les deux pilotes Red Bull Racing.
En Inde, il réalise le dix-septième temps des qualifications à cause d'un mauvais choix de pneus ; en course, grâce notamment à une stratégie à un seul arrêt, il obtient son troisième podium consécutif en terminant troisième. La semaine suivante, au Grand Prix d'Abou Dabi, il finit quatrième de la course. Au Grand Prix des États-Unis, il s'élance en troisième position et prend immédiatement le meilleur sur Mark Webber ; il conserve cette deuxième position jusqu'au drapeau à damier, réalisant son meilleur résultat de la saison. Pour la dernière course de l'année au Brésil, il s'élance en sixième position et abandonne dès le troisième tour sur casse moteur. Grosjean se classe septième du championnat du monde avec 132 points, 51 points derrière son coéquipier malgré deux courses en plus. Fin novembre, Lotus annonce le renouvellement de son contrat pour 2014, aux côtés de Pastor Maldonado.

### 2014-2015: dernières années avec Lotus

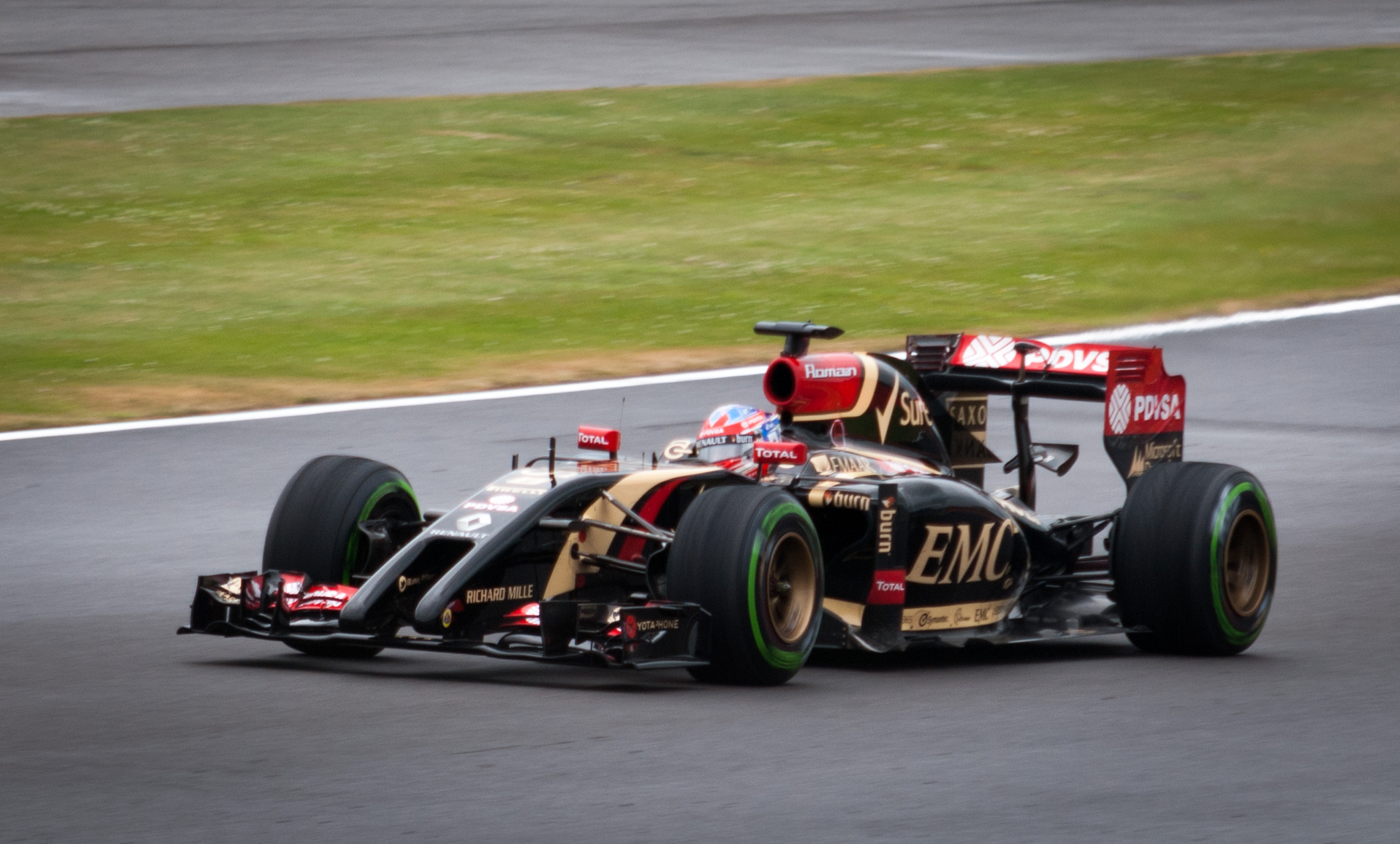
Romain Grosjean à Silverstone en 2014.

Pour le Grand Prix inaugural, en Australie, Grosjean connaît un week-end catastrophique ; en qualification, il ne parvient pas à réaliser un tour chronométré et doit se résoudre à s'élancer dernier. Le lendemain, en course, il s'élance de la voie des stands et abandonne en fin d'épreuve. En Malaisie, sa monoplace devenant plus fiable, lui permet de franchir la ligne d'arrivée en onzième position. Lors du Grand Prix de Chine, pour la première fois de la saison, il atteint la phase finale des qualifications et se classe dixième sur la grille de départ. Le lendemain, il abandonne à la mi-course, boîte de vitesses bloquée.
Pour le retour du championnat en Europe, au Grand Prix d'Espagne, Romain Grosjean inscrit ses premiers points de la saison grâce à une huitième place. À Monaco, si les Lotus sont en difficulté durant tout le week-end, les aléas de la course lui permettent de terminer à nouveau huitième. Il connaît ensuite trois courses plus délicates où il termine hors des points. En Belgique, après la pause estivale, quinzième sur la grille, il abandonne pour la sixième fois de la saison. Au premier Grand Prix de Formule 1 de Russie, il finit dix-septième, après un accrochage avec Adrian Sutil en fin d'épreuve qui lui vaut une pénalité de cinq secondes. Peu avant le dernier Grand Prix de la saison, Lotus F1 Team prolonge son contrat pour une quatrième saison consécutive. Le Français ambitionne de « revenir dans le peloton de tête » tandis que Gérard Lopez ajoute qu'on reconnaît les qualités d'un pilote « lorsqu'il est confronté aux difficultés et Romain a été impeccable en 2014 malgré cela. »,. Il termine quatorzième du championnat avec 8 points.

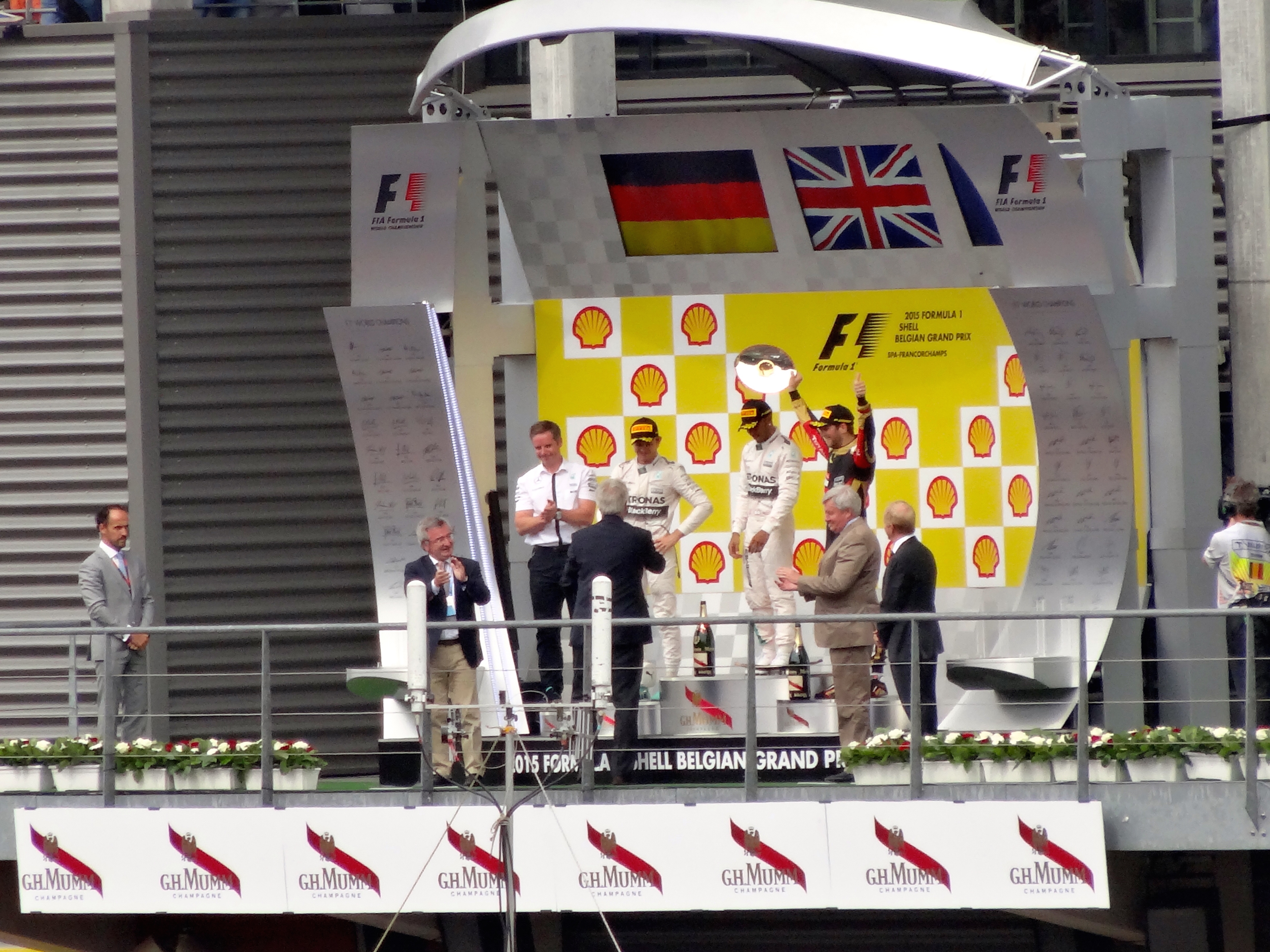
Romain Grosjean sur le podium de Spa-Francorchamps.

Pour la manche inaugurale de la saison 2015, Romain Grosjean se qualifie en neuvième position, juste devant son équipier Pastor Maldonado. En course, il abandonne dès le premier tour à cause d'une perte de puissance de son moteur. Au Grand Prix de Chine, il inscrit ses premiers points de la saison grâce à une septième place. Une semaine plus tard à Bahreïn, dixième sur la grille de départ, il termine à nouveau septième. En Espagne, pour le retour en Europe, onzième temps des qualifications, il termine huitième de l'épreuve. Au Grand Prix de Monaco, il est pénalisé de cinq places sur la grille de départ en raison d'un changement de boîte de vitesses. Le lendemain, alors qu'il occupe la dixième place, il est violemment percuté par Max Verstappen (qui sera pénalisé) en fin d'épreuve et chute à la douzième place. Au Grand Prix de Grande-Bretagne, il abandonne dès les premiers hectomètres après un carambolage impliquant son coéquipier Pastor Maldonado et les deux pilotes McLaren Jenson Button et Fernando Alonso (seul à poursuivre la course). En Hongrie, il connaît un début de weekend difficile et se qualifie à la dixième place sur la grille ; le lendemain en profitant des divers incidents de course, il finit septième.
Au Grand Prix de Belgique, Grosjean réalise le quatrième temps des qualifications, mais est pénalisé d'un recul de cinq places sur la grille à cause d'un changement de boîte de vitesses. En course, après être remonté jusqu'à la troisième place, puis longtemps quatrième à la suite de son deuxième changement de pneus, il profite de l'abandon sur crevaison de Sebastian Vettel (qui lui ne s'était arrêté qu'une fois) pour monter sur la troisième marche du podium et prendre la neuvième place du championnat du monde avec 38 points. Après un abandon dès le premier tour à Monza, il lutte pour conserver le dernier point en jeu à Singapour mais, à cause de pneumatiques trop dégradés, termine à la treizième place finale. Huitième au départ du Grand Prix Japon, il termine, grâce à un bon départ, septième juste devant son coéquipier. Le 29 septembre, la nouvelle structure américaine Haas F1 Team, fortement liée à la Scuderia Ferrari, annonce officiellement avoir recruté Grosjean pour sa première saison en Formule 1, en 2016. En Russie, huitième des qualifications, il est victime d'une violente sortie de piste en début d'épreuve. Pour son dernier Grand Prix avec Lotus à Abou Dabi, il franchit la ligne d'arrivée neuvième et se classe onzième du championnat avec 51 points.

### 2016-2017: nouveau défi chez Haas

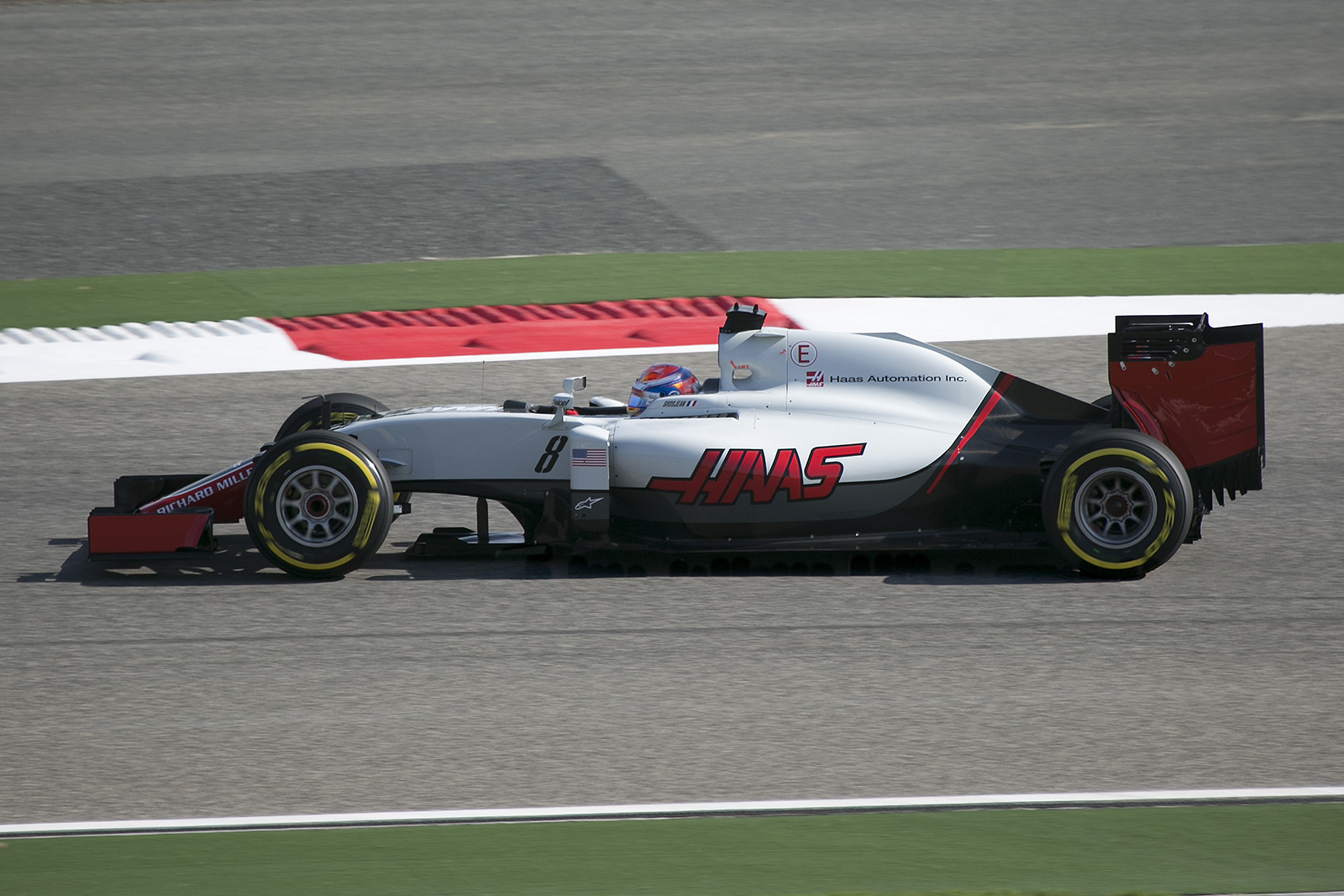
Grosjean lors du Grand Prix automobile de Bahreïn 2016.

Le 29 septembre 2015, lors d'une conférence de presse à l'usine de Kannapolis, la nouvelle équipe de Formule 1, Haas F1 Team annonce le recrutement du pilote Romain Grosjean pour une saison.
À Melbourne, pour son premier Grand Prix avec sa nouvelle équipe, il se qualifie à la dix-neuvième place. Le lendemain, il profite d'un drapeau rouge causé par un violent accrochage entre Fernando Alonso et Esteban Gutiérez (son nouveau coéquipier) pour changer ses pneus sans perdre de temps et à la suite d'une très bonne gestion de ses pneumatiques il termine sixième de la course. Il offre ainsi à sa nouvelle équipe débutante ses premiers points dès son premier Grand Prix. Grosjean confirme cette bonne performance lors du Grand Prix de Bahreïn en terminant à la cinquième position. En Chine, percuté par Marcus Ericsson lors du premier tour, il endommage son aileron avant et termine dix-neuvième à un tour du vainqueur Nico Rosberg. En Russie, qualifié à la quinzième place, il profite de divers incidents de course pour finir huitième.
Au Grand Prix d'Espagne, Romain Grosjean abandonne pour la première fois de la saison sur incident technique. À l'occasion du Grand Prix d'Europe, sur le nouveau circuit urbain de Bakou, dans les points en début d'épreuve, il doit ralentir vers la mi-course à cause d'une surchauffe moteur causé par des débris et se classe treizième. En Autriche, il reçoit une pénalité de cinq secondes pour excès de vitesse dans la voie des stands, mais profite de l'accident de Sergio Pérez pour terminer septième. Grosjean connaît ensuite cinq courses plus délicates où il termine hors des points. Lors du Grand Prix de Singapour, quatorzième des qualifications, il ne dispute pas la course à cause d'un problème de freins. Il obtient la septième place sur la grille lors du Grand Prix du Japon ; c'est la première fois qu'une Haas participe à la session finale de qualification depuis ses débuts ; le lendemain, il franchit la ligne d'arrivée hors des points. Pour son centième Grand Prix en F1, à Austin, après des qualifications décevantes où il se classe dix-septième, il profite des abandons de Nico Hülkenberg, Max Verstappen et de Kimi Räikkönen pour remonter à la dixième place et marquer un nouveau point. Il finit treizième du championnat du monde des pilotes avec 29 points.

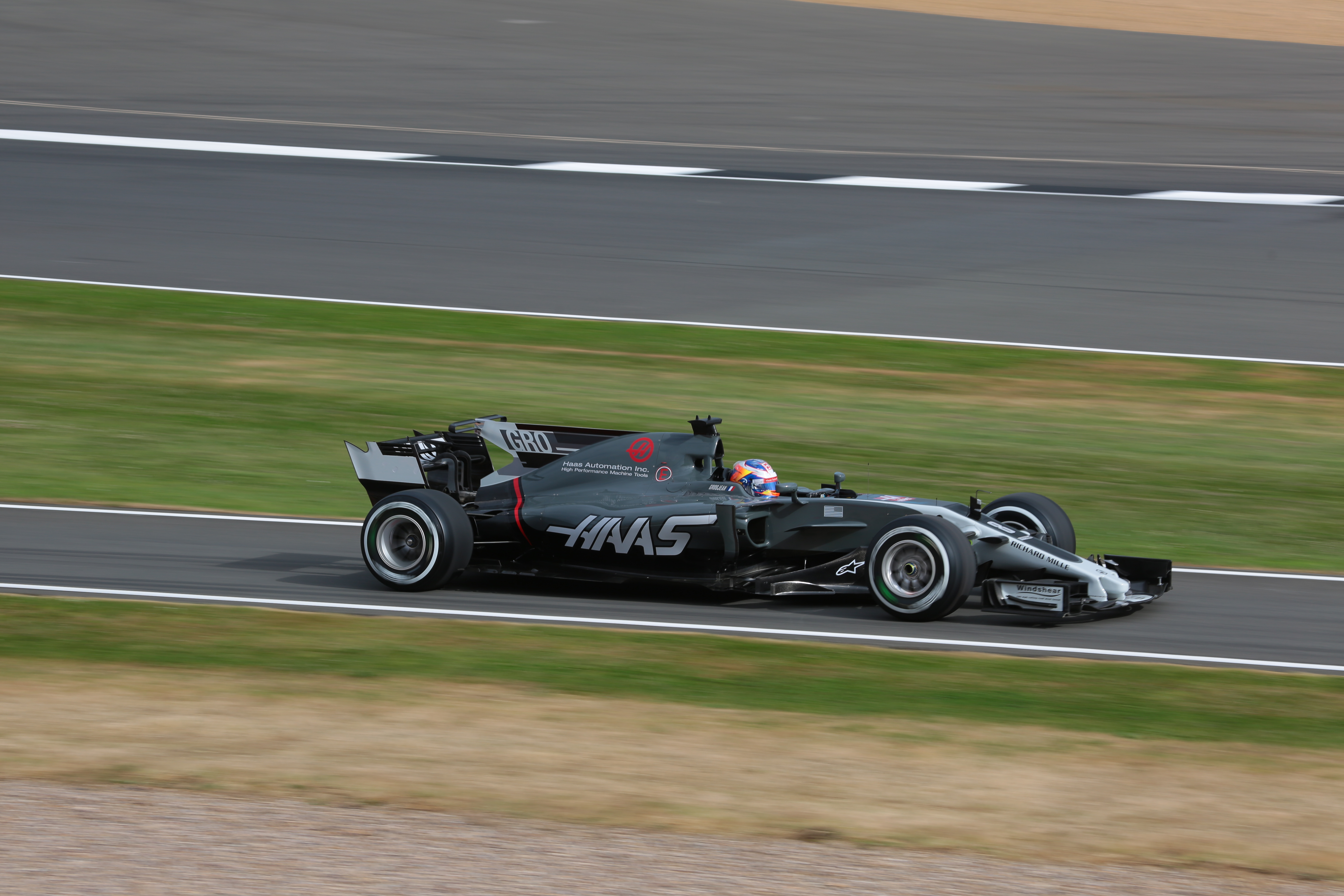
Romain Grosjean lors du Grand Prix de Grande-Bretagne 2017.

Au Grand Prix inaugural 2017, en Australie, Romain Grosjean se qualifie en sixième position et abandonne dès le treizième tour sur fuite d'eau. En Chine, il se qualifie en fond de grille après une erreur ; en course, il remonte peu à peu au fil des tours et termine l'épreuve à la onzième place, à un tour du vainqueur. Une semaine plus tard à Bahreïn, il inscrit ses premiers points de la saison grâce à une huitième place. Lors du Grand Prix de Russie, il abandonne dès le premier virage après un accrochage avec Jolyon Palmer. Lors du Grand Prix d'Espagne qui marque le début de la saison européenne, Grosjean marque le point de la dixième place ; il se classe ensuite huitième à Monaco. Au Canada, après avoir été accroché par Carlos Sainz Jr. en début d'épreuve, il parvient à marquer un nouveau point. Il obtient son meilleur résultat de la saison grâce à une sixième place lors du Grand Prix d'Autriche. Au Grand Prix de Belgique, après la pause estivale, Romain Grosjean franchit la ligne d'arrivée septième. À Singapour, en difficulté pendant tout le weekend, il parvient à franchir la ligne d'arrivée neuvième, comme au Japon. Au terme de la saison, Grosjean se classe treizième du championnat avec 28 points.

### 2018: une année en dents de scie

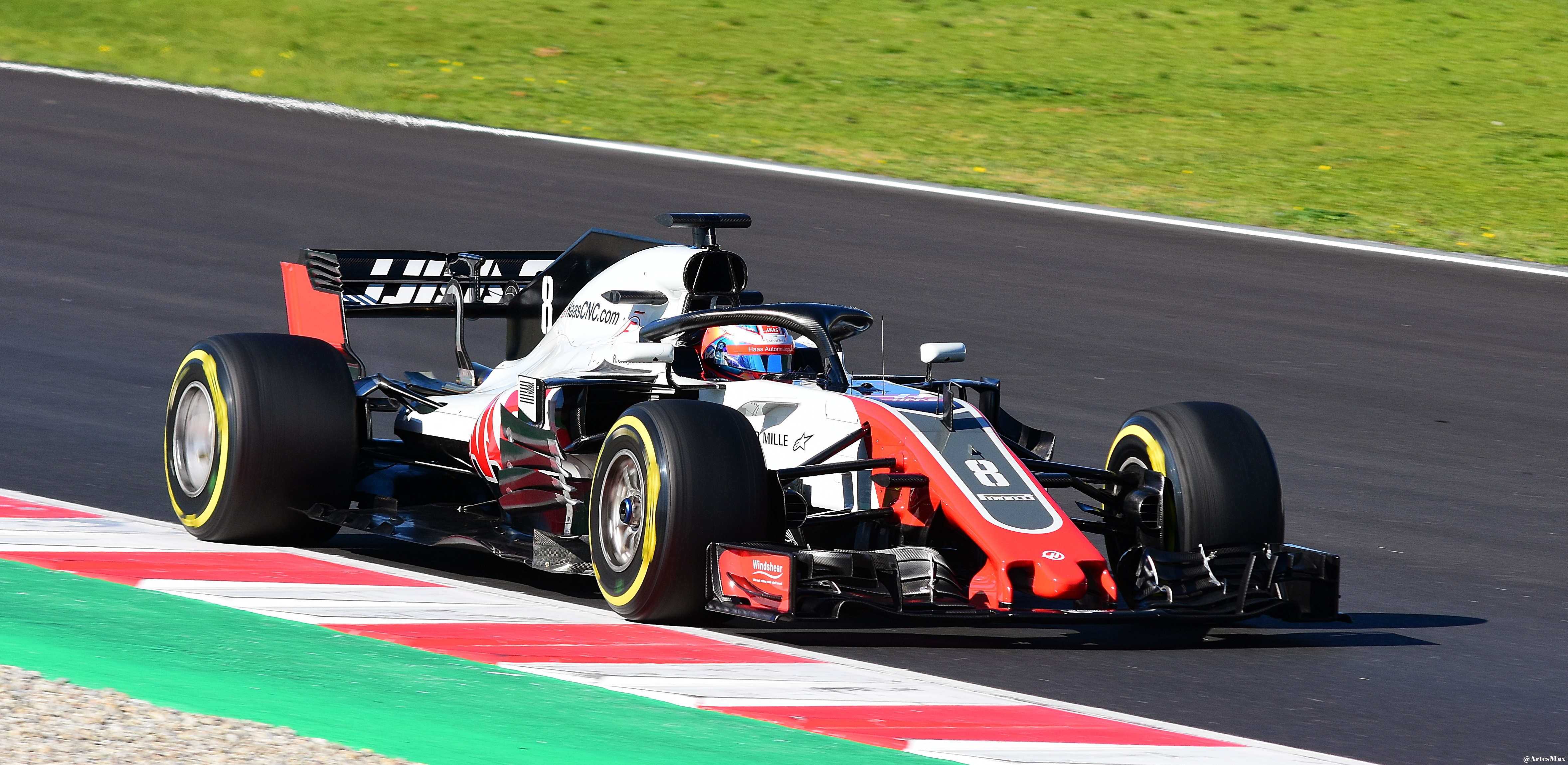
Romain Grosjean, avec la Haas VF-18, lors des essais hivernaux à Barcelone.

Lors de la course inaugurale, en Australie, Romain Grosjean se qualifie en sixième position et abandonne, tout comme son coéquipier, après son premier arrêt au stand à cause d'un écrou de roue arrière mal serré. En Azerbaïdjan, sous régime de la voiture de sécurité, il perd le contrôle de sa voiture qu'il écrase contre un mur. Pour le retour en Europe, lors du Grand Prix d'Espagne, qualifié parmi les dix premiers, il perd le contrôle de sa monoplace dès les premiers hectomètres, part en tête-à-queue en revenant sur la piste, accroche Pierre Gasly et Nico Hülkenberg et provoque leur triple abandon. Cet accrochage lui vaut trois places de pénalités sur la grille du Grand Prix de Monaco qu'il termine quinzième. Au Canada, après une casse moteur lors des qualifications, il s'élance dernier ; le lendemain, il franchit la ligne d'arrivée douzième, devant son coéquipier Kevin Magnussen.
Pour son premier Grand Prix de France, dixième des qualifications, il termine onzième de l'épreuve. Une semaine plus tard, en Autriche, il inscrit ses premiers points de la saison grâce à une quatrième place. En Grande-Bretagne, qualifié huitième, il abandonne dans les derniers tours de course après un accrochage avec Carlos Sainz Jr.. Lors du Grand Prix d'Allemagne, il marque pour la seconde fois, en terminant sixième ; une semaine plus tard en Hongrie, il obtient le point de la dixième place. Septième du Grand Prix de Belgique, après la pause estivale, Grosjean atteint la quatorzième place du championnat. Sixième sous le drapeau à damier du Grand Prix d'Italie, il est disqualifié pour voiture non conforme. Au Japon, il connaît une course compliquée, mais parvient à franchir la ligne d'arrivée huitième, comme au Brésil. Il termine le dernier Grand Prix de la saison à la neuvième place et se classe quatorzième du championnat avec 37 points.

### 2019-2020: dernières saisons difficiles en Formule 1 avec Haas

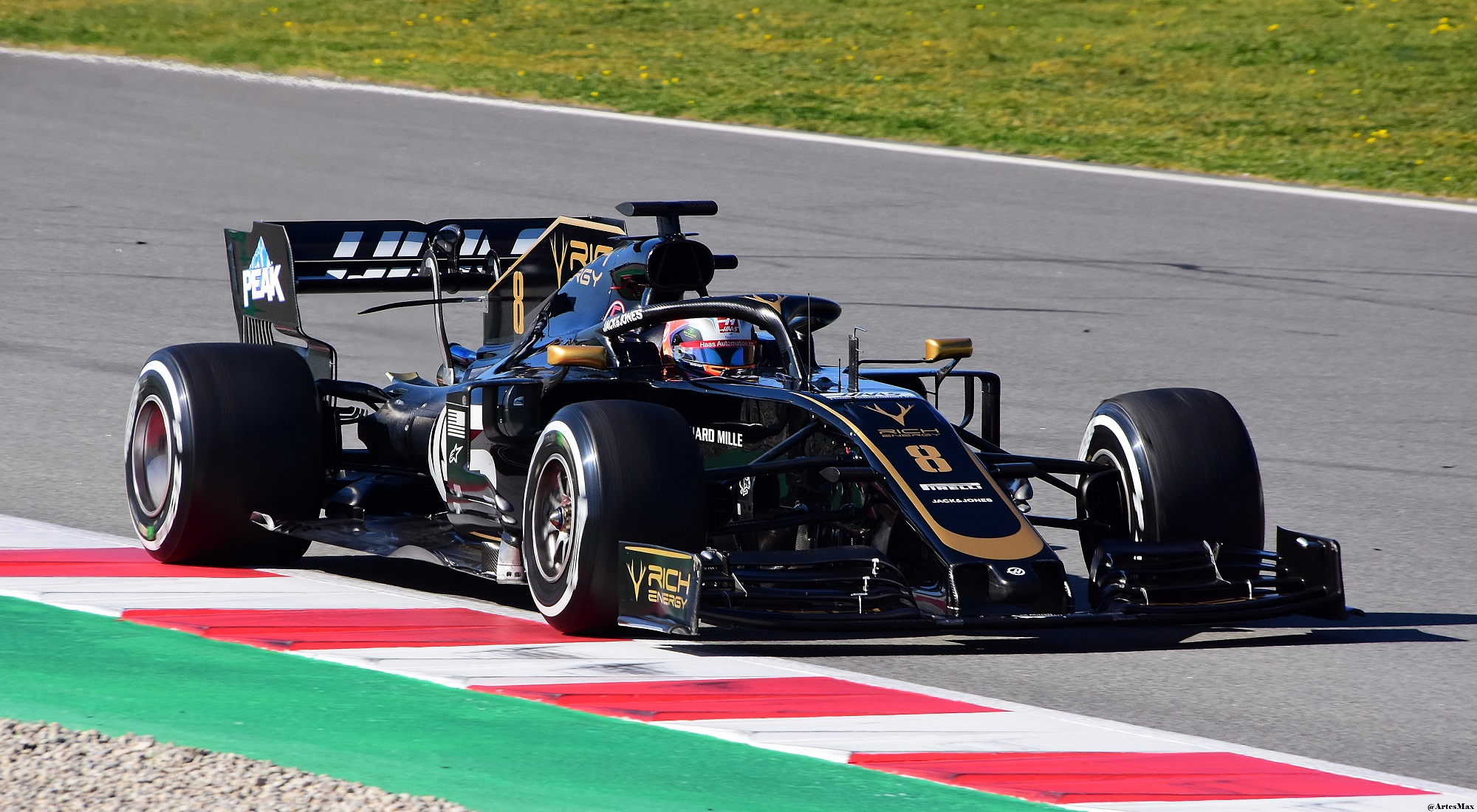
Grosjean en février 2019 sur le circuit de Barcelone.

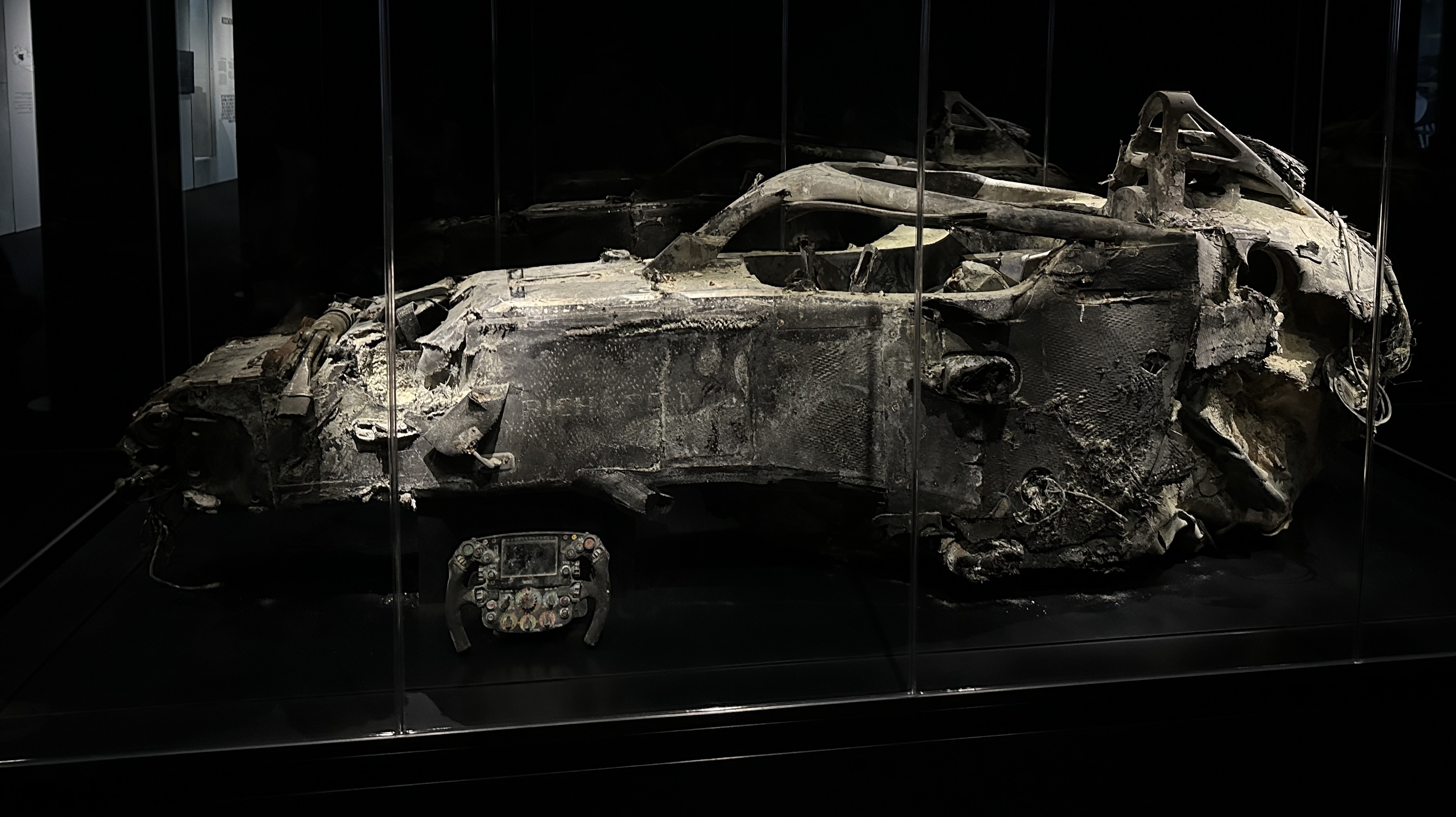
La cellule de survie de la VF-20 de Romain Grojean.

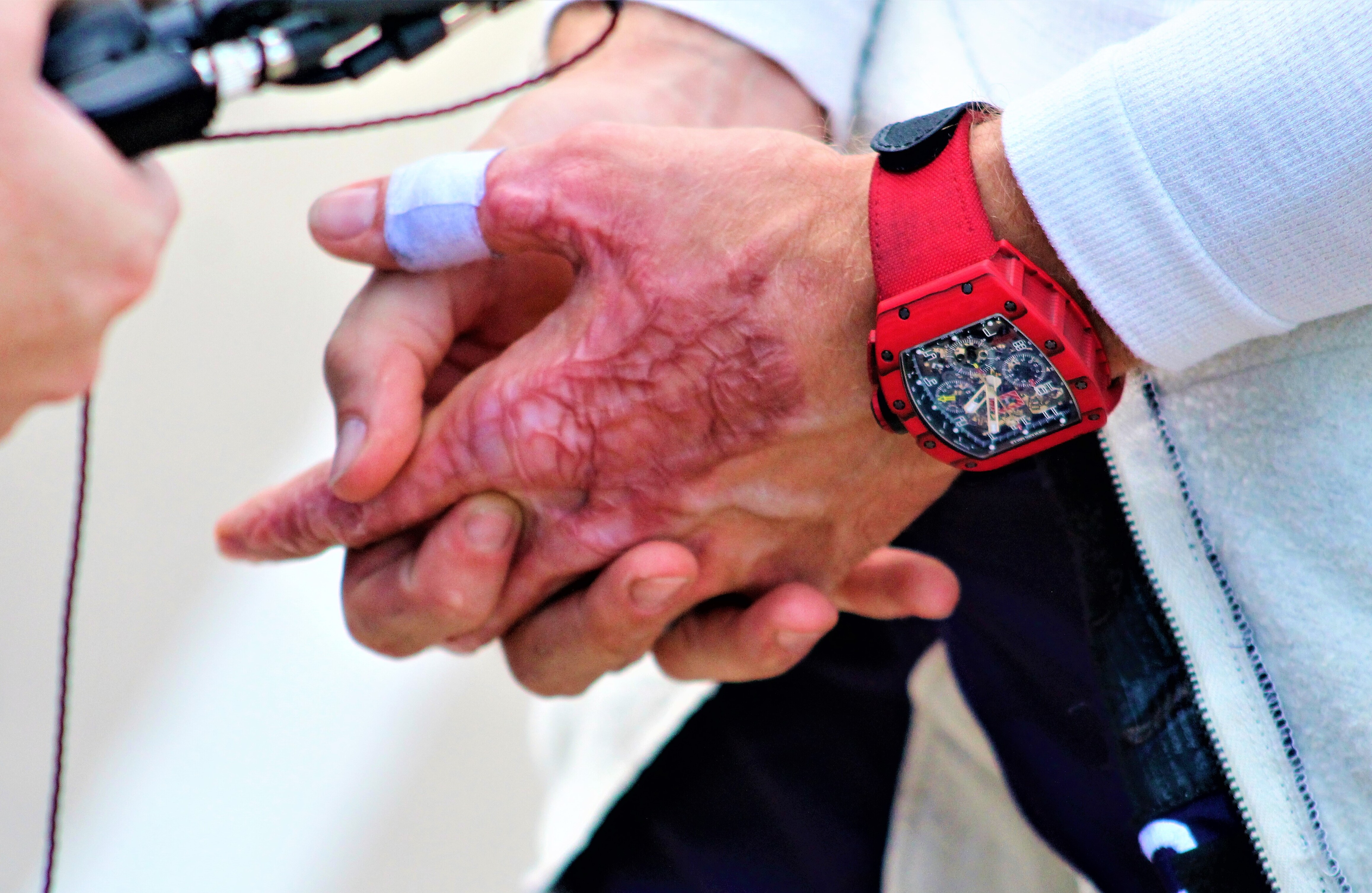
Les brûlures sur les mains de Romain Grosjean, conséquence de son accident au Grand Prix de Bahreïn.

Après quelques déconvenues en début de saison, Romain Grosjean obtient ses premiers points de la saison grâce à une dixième place en Espagne et à Monaco. Pour son Grand Prix national, il connaît un weekend compliqué qui se solde par un abandon en fin d'épreuve. En Grande-Bretagne, il revient à l'ancienne configuration de la Haas VF-19 pour les qualifications et la course. Durant l'épreuve, il abandonne pour la cinquième fois de la saison après un contact avec son coéquipier au premier tour. Au Grand Prix d'Allemagne, au terme d'une course mouvementée et animée par la pluie, il termine neuvième, mais bénéfice de pénalités infligées aux deux pilotes Alfa Romeo pour obtenir les points de la septième place. À l'occasion du Grand Prix de Singapour, qu'il termine à la onzième place, Haas F1 Team prolonge son contrat pour une cinquième saison consécutive. Une semaine plus tard, en Russie, percuté par Antonio Giovinazzi, il abandonne dès le premier tour. Grosjean se classe dix-huitième du championnat avec 8 points.
La pandémie de Covid-19 perturbe fortement le championnat 2020, comme l'ensemble des manifestations sportives dans le monde ; si bien que la saison débute en Autriche le 5 juillet. Lors de la première épreuve de la saison, Romain Grosjean rencontre de nombreux soucis de freins qui l'obligent à abandonner en course. En Espagne, il connaît un weekend compliqué et se classe dernier à la suite d'un demi tête-à-queue en fin d'épreuve. Qualifié en seizième position du Grand Prix de l'Eifel, il inscrit ses uniques points de la saison grâce à une neuvième place. Le 22 octobre 2020, en marge du Grand Prix du Portugal, il annonce que Haas ne renouvellera pas son contrat et que 2020 est sa dernière saison au sein de l'équipe.
À Bahreïn, il percute Daniil Kvyat dans le premier tour et tape le rail de face à pleine vitesse dans un choc mesuré à 53 g ; sa monoplace, brisée en deux et dont la cellule de survie est complètement encastrée dans les barrières s'embrase immédiatement ; le Français, qui réussit à s'extraire seul du brasier, est ensuite héliporté vers un hôpital pour subir des examens ; il ne présente que des brûlures aux mains et aux pieds. Forfait pour le Grand Prix de Sakhir, il doit attendre l'autorisation des médecins pour disputer, à Abou Dabi, le dernier Grand Prix de sa carrière. Malgré son optimisme exprimé lors de la visite du paddock au Grand Prix de Sakhir, il déclare forfait pour la manche finale du championnat, ce qui met fin à sa carrière en Formule 1. Grosjean se classe ainsi dix-neuvième du championnat avec 2 points.

### Depuis 2021: IndyCar

#### 2021: Dale Coyne Racing

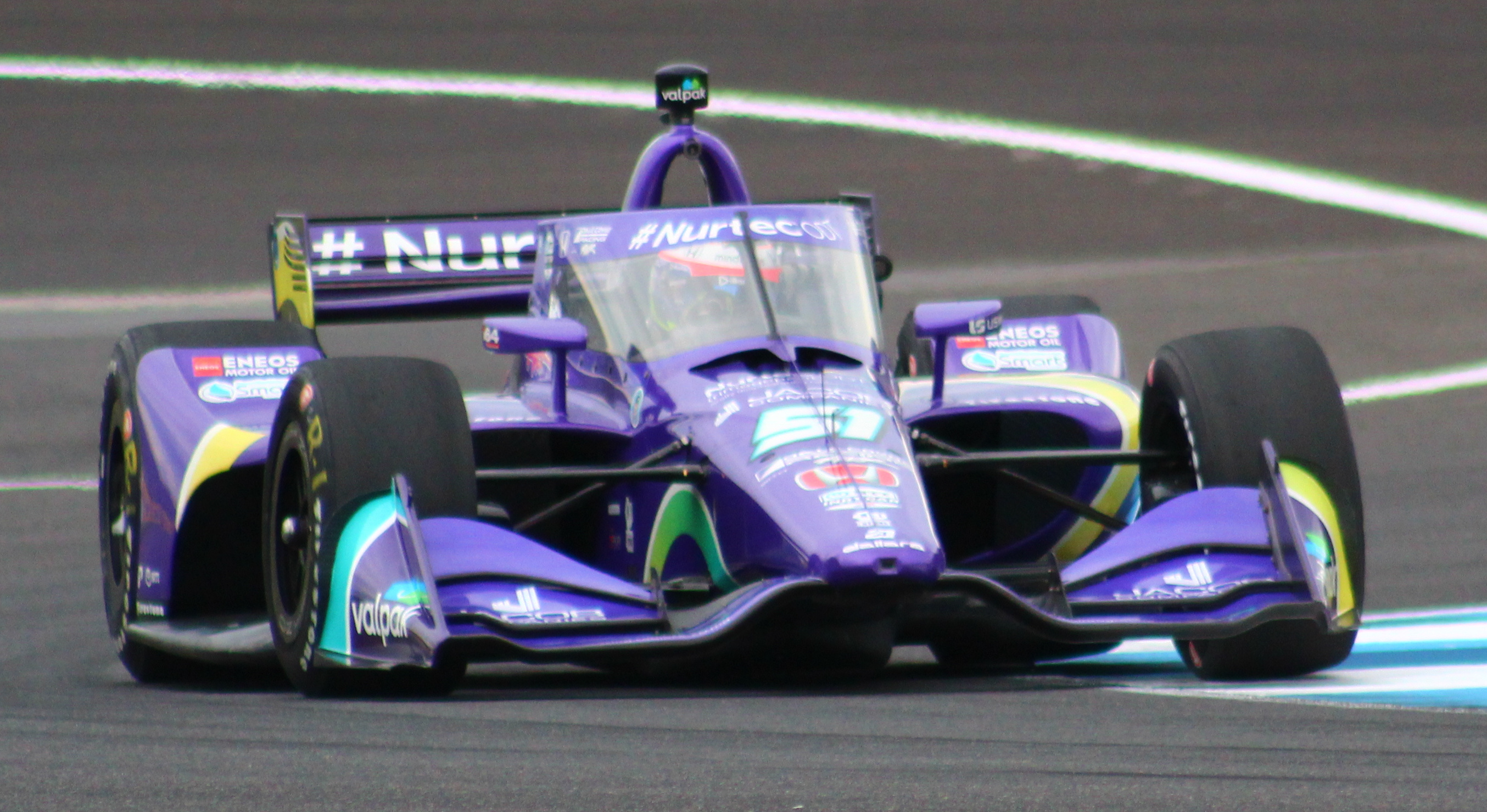
Grosjean en 2021 pilotant pour Dale Coyne Racing.

En 2021, il participe au championnat IndyCar Series au sein de l'écurie Dale Coyne Racing au volant d'une Dallara-Honda.
Le 5 mai, en guise de cadeau d'adieu à la Formule 1, il est invité par Mercedes à prendre le volant de la Mercedes-AMG F1 W10 EQ Power+ lors du week-end du Grand Prix de France au Castellet, mi-juin. Ce test est finalement reporté en raison d'un problème de dates entre le pilote français et l'écurie allemande.
Romain Grosjean obtient sa première pole position et son premier podium dès sa troisième course, le Grand Prix automobile d'Indianapolis sur le circuit routier d'Indianapolis, où il se classe deuxième. Il termine à nouveau deuxième lors du second Grand Prix d'Indianapolis de la saison puis troisième à Laguna Seca. Finalement, pour sa première saison dans la discipline, il termine 15e au championnat et échoue à quelques points du titre de Rookie de l'année face à Scott McLaughlin et ce malgré sa non participation aux deux Grand Prix du Texas et aux 500 miles d'Indianapolis.

#### 2022-2023: Andretti
Il rejoint ensuite Andretti Autosport pour la saison 2022 en remplacement de Ryan Hunter-Reay. Après une treizième place au championnat avec 328 points, il renouvelle son contrat pour une année supplémentaire. Il termine la saison 2023 à la treizième place et quitte Andretti en fin d'année en annonçant entamer une procédure judiciaire à l'encontre de l'équipe,

#### 2024: Juncos Hollinger Racing
Début novembre 2023, il s'engage avec Juncos Hollinger Racing pour 2024. Il termine la saison dix-septième avec 260 points.

### Depuis 2023: Endurance

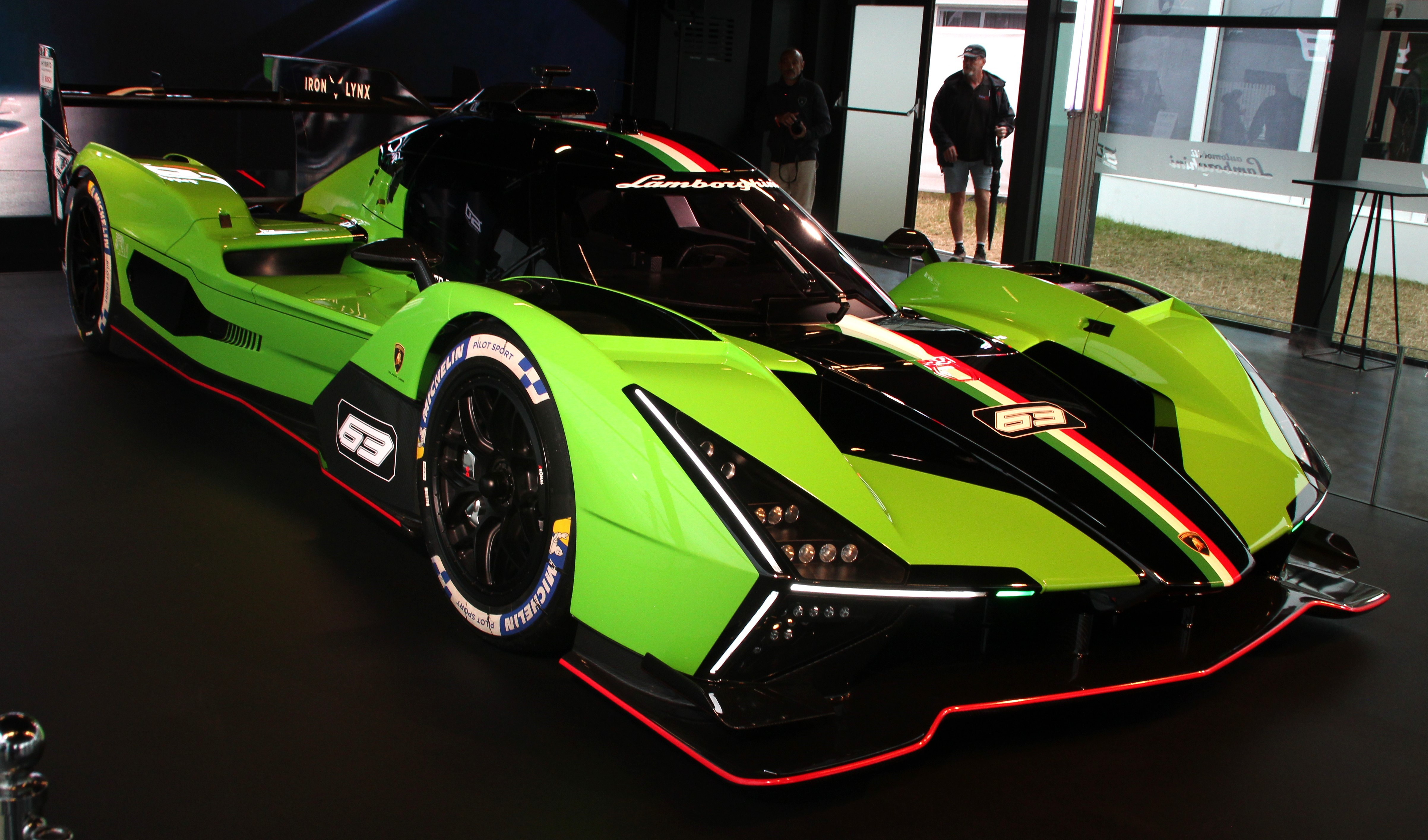
La Lamborghini SC63 pilotée par Romain Grosjean.

En 2023, en plus de son programme en IndyCar Series, Romain Grosjean s'engage avec le constructeur italien Lamborghini afin de participer à des courses d'Endurance. Il commence, dans un premier temps, par piloter la Lamborghini Huracán GT3 EVO2 aux 24 Heures de Daytona et aux 12 Heures de Sebring pour le compte de l'écurie italienne Iron Lynx. En octobre 2023, il effectue ses premier tours de roue au volant de la Lamborghini SC63 en Espagne, sur le Circuit d'Almería (es) où plus de 2 000 km sont réalisés,.
En décembre 2023, Lamborghini Iron Lynx officialise son programme 2024. Il est confirmé que Romain Grosjean participera aux manches du championnat WeatherTech SportsCar Championship 2024 à partir des 12 Heures de Sebring au volant de la Lamborghini SC63, ainsi qu'aux 24 Heures du Mans 2024. Il participe aussi aux 24 Heures de Daytona 2024 au volant de la Lamborghini Huracán GT3 EVO2. Aux 24 Heures du Mans 2024, il termine 13e au volant de l'Hypercar Lamborghini aux côtés de Andrea Caldarelli et Matteo Cairoli.

## Résultats en formules de promotion
| Année | Série                                        | Équipe              | Courses         | Victoires       | Pole positions  | Meilleurs tours | Podiums         | Points inscrits | Classement      |
| ----- | -------------------------------------------- | ------------------- | --------------- | --------------- | --------------- | --------------- | --------------- | --------------- | --------------- |
| 2003  | Formula Lista junior 1.6                     | Advance Racing      | 10              | 10              | 10              | 10              | 10              | ?               | 1er             |
| 2004  | Championnat de France de Formule Renault 2.0 | SG Formula          | ?               | 1               | 2               | 1               | 4               | ?               | 7e              |
| 2004  | Formula Renault 2000 Eurocup                 | SG Formula          | 9               | 0               | 0               | 0               | 0               | 32              | 14e             |
| 2005  | Championnat de France de Formule Renault 2.0 | SG Formula          | 16              | 10              | 10              | 0               | 13              | 211             | Champion        |
| 2005  | Eurocup Formula Renault 2.0                  | SG Formula          | 7               | 0               | 0               | 0               | 2               | 28              | 12e             |
| 2006  | Formule 3 Euro Series                        | Signature-Plus      | 20              | 0               | 0               | 0               | 1               | 19              | 13e             |
| 2006  | Grand Prix de Pau (Formule 3 britannique)    | Signature-Plus      | 2               | 2               | 1               | 2               | 2               | 0               | 1er*            |
| 2007  | Formule 3 Euro Series                        | ASM Formule 3       | 20              | 6               | 4               | 7               | 12              | 106             | Champion        |
| 2007  | Masters de Formule 3                         | ASM Formule 3       | 1               | 0               | 1               | 0               | 0               |                 | 14e             |
| 2008  | GP2 Series                                   | ART Grand Prix      | 20              | 2               | 1               | 2               | 6               | 62              | 4e              |
| 2008  | GP2 Asia Series                              | ART Grand Prix      | 10              | 4               | 4               | 3               | 5               | 61              | Champion        |
| 2008  | Formule 1                                    | ING Renault F1 Team | Pilote d'essais | Pilote d'essais | Pilote d'essais | Pilote d'essais | Pilote d'essais | Pilote d'essais | Pilote d'essais |
| 2009  | GP2 Series                                   | Barwa Addax Team    | 12              | 2               | 3               | 2               | 3               | 45              | 4e              |
| 2010  | GP2 Series                                   | DAMS                | 8               | 0               | 0               | 0               | 2               | 14              | 14e             |
| 2010  | Auto GP                                      | DAMS                | 8               | 4               | 3               | 4               | 7               | 58              | Champion        |
| 2010  | Championnat du monde FIA GT1                 | Matech Competition  | 10              | 2               | 0               | 0               | 3               | 62              | 11e             |
| 2011  | GP2 Series                                   | DAMS                | 18              | 5               | 1               | 6               | 10              | 89              | Champion        |
| 2011  | GP2 Asia Series                              | DAMS                | 4               | 1               | 2               | 2               | 2               | 24              | Champion        |
| 2011  | Formule 1                                    | Lotus Renault GP    | Pilote d'essais | Pilote d'essais | Pilote d'essais | Pilote d'essais | Pilote d'essais | Pilote d'essais | Pilote d'essais |

* – Pilote invité, pas de points marqués.

## Résultats en championnat du monde de Formule 1
| Saison | Écurie                   | Châssis          | Moteur                    | Pneus       | GP disputés | Pole positions | Victoires | Podiums | Meilleurs tours | Dans les points | Abandons | Points inscrits | Classement |
| ------ | ------------------------ | ---------------- | ------------------------- | ----------- | ----------- | -------------- | --------- | ------- | --------------- | --------------- | -------- | --------------- | ---------- |
| 2009   | Renault F1 Team          | Renault R29      | Renault V8                | Bridgestone | 7           | 0              | 0         | 0       | 0               | 0               | 2        | 0               | 23e        |
| 2012   | Lotus F1 Team            | Lotus E20        | Renault V8                | Pirelli     | 19          | 0              | 0         | 3       | 1               | 10              | 8        | 96              | 8e         |
| 2013   | Lotus F1 Team            | Lotus E21        | Renault V8                | Pirelli     | 19          | 0              | 0         | 6       | 0               | 13              | 5        | 132             | 7e         |
| 2014   | Lotus F1 Team            | Lotus E22        | Renault V6 turbo hybride  | Pirelli     | 19          | 0              | 0         | 0       | 0               | 2               | 7        | 8               | 14e        |
| 2015   | Lotus F1 Team            | Lotus E23 Hybrid | Mercedes V6 turbo hybride | Pirelli     | 19          | 0              | 0         | 1       | 0               | 10              | 7        | 51              | 11e        |
| 2016   | Haas F1 Team             | Haas VF-16       | Ferrari V6 turbo hybride  | Pirelli     | 19          | 0              | 0         | 0       | 0               | 5               | 3        | 29              | 13e        |
| 2017   | Haas F1 Team             | Haas VF-17       | Ferrari V6 turbo hybride  | Pirelli     | 20          | 0              | 0         | 0       | 0               | 8               | 3        | 28              | 13e        |
| 2018   | Haas F1 Team             | Haas VF-18       | Ferrari V6 turbo hybride  | Pirelli     | 21          | 0              | 0         | 0       | 0               | 7               | 5        | 37              | 14e        |
| 2019   | Rich Energy Haas F1 Team | Haas VF-19       | Ferrari V6 turbo hybride  | Pirelli     | 21          | 0              | 0         | 0       | 0               | 3               | 7        | 8               | 18e        |
| 2020   | Haas F1 Team             | Haas VF-20       | Ferrari V6 turbo hybride  | Pirelli     | 15          | 0              | 0         | 0       | 0               | 1               | 3        | 2               | 19e        |
|        | Total                    |                  |                           |             | 179         | 0              | 0         | 10      | 1               | 59              | 50       | 391             |            |

| Saison        | Écurie                   | Châssis          | Moteur                                  | Pneus | 1        | 2        | 3      | 4       | 5        | 6        | 7       | 8        | 9       | 10      | 11      | 12       | 13        | 14       | 15      | 16        | 17        | 18       | 19       | 20       | 21     | Points inscrits | Classement |
| ------------- | ------------------------ | ---------------- | --------------------------------------- | ----- | -------- | -------- | ------ | ------- | -------- | -------- | ------- | -------- | ------- | ------- | ------- | -------- | --------- | -------- | ------- | --------- | --------- | -------- | -------- | -------- | ------ | --------------- | ---------- |
| 2009          | Renault F1 Team          | Renault R29      | Renault V8 RS27                         | B     | AUS      | MAL      | CHI    | BAH     | ESP      | MON      | TUR     | GBR      | ALL     | HON     | EUR 15  | BEL Abd. | ITA 15    | SIN Abd. | JPN 16  | BRE 13    | ABU 18    |          |          |          |        | 0               | 23e        |
| 2012          | Lotus F1 Team            | Lotus E20        | Renault V8 RS27-2012                    | P     | AUS Abd. | MAL Abd. | CHI 6  | BAH 3   | ESP 4    | MON Abd. | CAN 2   | EUR Abd. | GBR 6   | ALL 18  | HON 3   | BEL Abd. | ITA Susp. | SIN 7    | JPN 19* | COR 7     | IND 9     | ABU Abd. | USA 7    | BRE Abd. |        | 96              | 8e         |
| 2013          | Lotus F1 Team            | Lotus E21        | Renault V8 RS27-2013                    | P     | AUS 10   | MAL 6    | CHI 9  | BAH 3   | ESP Abd. | MON Abd. | CAN 13  | GBR 19*  | ALL 3   | HON 6   | BEL 8   | ITA 8    | SIN Abd.  | COR 3    | JPN 3   | IND 3     | ABU 4     | USA 2    | BRE Abd. |          |        | 132             | 7e         |
| 2014          | Lotus F1 Team            | Lotus E22        | Renault V6 turbo hybride Energy F1‑2014 | P     | AUS Abd  | MAL 11   | BAH 12 | CHI Abd | ESP 8    | MON 8    | CAN Abd | AUT 14   | GBR 12  | ALL Abd | HON Abd | BEL Abd  | ITA 16    | SIN 13   | JPN 15  | RUS 17    | USA 11    | BRE 17*  | ABU 13   |          |        | 8               | 14e        |
| 2015          | Lotus F1 Team            | Lotus E23 Hybrid | Mercedes V6 turbo hybride PU106B        | P     | AUS Abd  | MAL 11   | CHI 7  | BAH 7   | ESP 8    | MON 12   | CAN 10  | AUT Abd  | GBR Abd | HON 7   | BEL 3   | ITA Abd  | SIN 13*   | JPN 7    | RUS Abd | USA Abd   | MEX 10    | BRE 8    | ABU 9    |          |        | 51              | 11e        |
| 2016          | Haas F1 Team             | Haas VF-16       | Ferrari V6 turbo hybride Type 061       | P     | AUS 6    | BAH 5    | CHI 19 | RUS 8   | ESP Abd  | MON 13   | CAN 14  | EUR 13   | AUT 7   | GBR Abd | HON 14  | ALL 13   | BEL 13    | ITA 11   | SIN Np. | MAL Abd   | JPN 11    | USA 10   | MEX 20   | BRE Np.  | ABU 11 | 29              | 13e        |
| 2017          | Haas F1 Team             | Haas VF-17       | Ferrari V6 turbo hybride Type 062       | P     | AUS Abd  | CHI 11   | BAH 8  | RUS Abd | ESP 10   | MON 8    | CAN 10  | AZE 13   | AUT 6   | GBR 13  | HON Abd | BEL 7    | ITA 15    | SIN 9    | MAL 13  | JPN 9     | USA 14    | MEX 15   | BRE 15   | ABU 11   |        | 28              | 13e        |
| 2018          | Haas F1 Team             | Haas VF-18       | Ferrari V6 turbo hybride Type 062 EVO   | P     | AUS Abd  | BAH 13   | CHI 17 | AZE Abd | ESP Abd  | MON 15   | CAN 12  | FRA 11   | AUT 4   | GBR Abd | ALL 6   | HON 10   | BEL 7     | ITA Dsq. | SIN 15  | RUS 11    | JPN 8     | USA Abd  | MEX 16   | BRE 8    | ABU 9  | 35              | 14e        |
| 2019          | Rich Energy Haas F1 Team | Haas VF-19       | Ferrari V6 turbo hybride Type 064 EVO   | P     | AUS Abd  | BAH Abd  | CHI 11 | AZE Abd | ESP 10   | MON 10   | CAN 14  | FRA Abd  | AUT 16  | GBR Abd | ALL 7   | HON Abd  | BEL 13    | ITA 16   | SIN 11  | RUS Abd   | JPN 13    | MEX 17   | USA 15   | BRE 13   | ABU 15 | 8               | 18e        |
| 2020          | Haas F1 Team             | Haas VF-20       | Ferrari V6 turbo hybride Type 065 EVO   | P     | AUT Abd  | STY 13   | HON 16 | GBR 16  | 70e 16   | ESP 19   | BEL 15  | ITA 12   | TOS 12  | RUS 17  | EIF 9   | POR 17   | EMI 14    | TUR Abd  | BAH Abd | SAK Forf. | ABU Forf. |          |          |          |        | 2               | 19e        |
| Légende : ici |                          |                  |                                         |       |          |          |        |         |          |          |         |          |         |         |         |          |           |          |         |           |           |          |          |          |        |                 |            |

## Résultats en IndyCar Series
| Saison | Écurie                             | GP disputés | Pole | Victoires | Podiums | Meilleur tour | Top 5 | Top 10 | Points inscrits | Classement |
| ------ | ---------------------------------- | ----------- | ---- | --------- | ------- | ------------- | ----- | ------ | --------------- | ---------- |
| 2021   | Dale Coyne Racing Rick Ware Racing | 13          | 1    | 0         | 3       | 1             | 4     | 6      | 272             | 15e        |
| 2022   | Andretti Autosport                 | 17          | 0    | 0         | 1       | 0             | 3     | 7      | 328             | 13e        |
| 2023   | Andretti Autosport                 | 17          | 2    | 0         | 2       | 0             | 2     | 3      | 301             | 13e        |
| 2024   | Juncos Hollinger Racing            | 17          | 0    | 0         | 0       | 0             | 1     | 6      | 260             | 17e        |

| Saison | Écurie                  | Moteur    | 1  | 2  | 3  | 4  | 5  | 6  | 7  | 8  | 9  | 10 | 11 | 12 | 13 | 14 | 15 | 16 | 17 | Points inscrits | Classement |
| ------ | ----------------------- | --------- | -- | -- | -- | -- | -- | -- | -- | -- | -- | -- | -- | -- | -- | -- | -- | -- | -- | --------------- | ---------- |
| 2021   | Dale Coyne Racing       | Honda     | 10 | 13 |    |    | 2  |    | 23 | 24 | 5  | 7  | 16 | 2  | 14 | 22 | 3  | 24 |    | 272             | 15e        |
| 2022   | Andretti Autosport      | Honda     | 5  | 26 | 2  | 7  | 17 | 31 | 17 | 4  | 21 | 16 | 7  | 9  | 16 | 16 | 13 | 19 | 7  | 328             | 13e        |
| 2023   | Andretti Autosport      | Honda     | 18 | 14 | 2  | 2  | 11 | 30 | 24 | 25 | 13 | 22 | 11 | 12 | 6  | 18 | 12 | 27 | 11 | 301             | 13e        |
| 2024   | Juncos Hollinger Racing | Chevrolet | 22 | 8  | 12 | 12 | 19 | 23 | 7  | 4  |    |    |    |    |    |    |    |    |    | 144             | 14e        |

## Résultats en endurance
| Année | Voiture          | Écurie                | Équipiers                             | Résultat |
| ----- | ---------------- | --------------------- | ------------------------------------- | -------- |
| 2010  | Ford GT          | Matech Competition    | Jonathan Hirschi / Thomas Mutsch (en) | Abandon  |
| 2024  | Lamborghini SC63 | Lamborghini Iron Lynx | Andrea Caldarelli / Matteo Cairoli    | 13e      |

| Année | Voiture       | Écurie                | Équipiers                                        | Résultat |
| ----- | ------------- | --------------------- | ------------------------------------------------ | -------- |
| 2010  | Mosler MT900R | Gravity International | Vincent Radermecker / Ron Marchal / Diego Alessi | 16e      |

| Année | Voiture                      | Écurie    | Équipiers                                            | Résultat |
| ----- | ---------------------------- | --------- | ---------------------------------------------------- | -------- |
| 2023  | Lamborghini Huracán GT3 EVO2 | Iron Lynx | Mirko Bortolotti / Andrea Caldarelli / Jordan Pepper | 4e       |
| 2024  | Lamborghini Huracán GT3 EVO2 | Iron Lynx | Matteo Cairoli / Matteo Cressoni / Claudio Schiavoni | 12e      |

## Race of Champions
- Champion des Champions : 2012, battant en finale le Danois Tom Kristensen (neuf fois vainqueur des 24 Heures du Mans) après avoir notamment éliminé Sebastian Vettel et Michael Schumacher.

## Titres
| Année | Équipe         | Nombre de victoires | Titre                                    |
| ----- | -------------- | ------------------- | ---------------------------------------- |
| 2003  | Advance Racing | 10                  | Championnat de Suisse de Formule Renault |
| 2005  | SG Formula     | 10                  | Championnat de France de Formule Renault |
| 2007  | ASM Formule 3  | 6                   | Formule 3 Euro Series                    |
| 2008  | ART Grand Prix | 4                   | GP2 Asia Series                          |
| 2010  | DAMS           | 4                   | Auto GP                                  |
| 2011  | DAMS           | 1                   | GP2 Asia Series                          |
| 2011  | DAMS           | 5                   | GP2 Series                               |

## Mentor de pilote
Début 2016, il devient le mentor de son compatriote genevois Louis Delétraz, pilote de Formule V8 3.5. Romain Grosjean explique : « J’ai eu le soutien de Jean Alesi quand j'étais avec la fédération française. C'était un mentor et il vivait à Genève comme moi. Nous allions nous entraîner ensemble et je me souviens de petites conversations que nous avons eues ; on ne pense pas qu’il y a beaucoup à en garder quand on est plus jeune. Mais quand on est plus âgé, on réalise que c’étaient des messages utiles qu’il envoyait. Cela m’a beaucoup aidé dans ma carrière et si je peux faire la même chose pour Louis, ce sera formidable. »

## Médias
En mars 2012, Grosjean rejoint RMC en tant que consultant. Il intervient chaque vendredi de Grand Prix dans le Moscato Show et les dimanches hors Grand Prix dans Motors.
Depuis 2012, Romain Grosjean a sa marionnette aux Guignols de l'info de Canal+.
En novembre 2014, il participe au clip du titre Dangerous de David Guetta.